# 井上和彥
井上和彥（日语：／ Inoue Kazuhiko，1954年3月26日—），日本男性配音員、旁白、舞台演員、音響監督。出身於神奈川縣橫濱市南區浦舟町、西區久保町。B-Box所屬。身高174cm。O型血。

## 來歷

### 成長時期
井上和彥出生於神奈川縣橫濱市南區浦舟町的橫濱醫科大學附屬醫院（現橫濱市立大學附屬市民綜合醫療中心）。隨後他在西區久保町長大，直到高中畢業。
由於他小時候很瘦，有時被暱稱為「豆芽」或「蒟蒻絲（糸こんにゃく）」。據說他個性開朗，雖然不是領導者，但他是個聰明隨和的孩子。有一次，他被附近的男生帶去參加當時在富士急樂園舉行的通宵滑冰活動。
他第一次登台亮相是在小學6年級的畢業派對上，但當時他從未想過以後會成為配音員。不過，他不知為何很欣賞城達也和黑澤良的聲音，認為「如果能擔任廣告的旁白就太好了」。
他畢業於橫濱市立稻荷台小學、橫濱市立岩井原中學、橫濱市立橫濱商業高等學校。高中3年級時，因為早上有保齡球活動，所以他開始打保齡球。當時保齡球非常流行，職業保齡球選手的比賽都會在電視上轉播，所以他開始每週和父母一起去打保齡球兩三次。當他還是一名高中生並決定自己的職業道路時，他說「我想成為一名職業保齡球選手」，他的父親回答「什麼!?」但不知何故他還是原諒了他。同時，他討厭去學校的指定地點，並認為「我不想帶著便當盒去某個地方，如果沒有自製的便當，我就感覺我沒有吃過飯」，所以他決定去保齡球館。高中畢業後，他在學校附近一家名為「Tanny Bowl」的保齡球館找到了一份工作，目標是成為一名職業保齡球選手。但他對自己的理想與現實之間的差距感到困惑，並且發現很難與人交談，因此半年後他就辭職了。回想起那段時光，井上說「發生了很多事，我對人失去了信心，甚至連和別人一起坐電梯都會讓我感到痛苦」。此後，他在公寓裡躲了大約兩個月，但後來他決定必須工作才能生存，於是他開始在一家電視台負責道具的工作。井上說，他選擇這份工作是因為他過於自信，以為這只是一份處理道具的工作，但當他真正嘗試時，他對這份工作的難度感到驚訝。然而，他說這份工作讓他在身體和精神上都變得更加強大，他對此心存感激。
當時，他在保齡球館工作的同事說他想成為一名配音員，所以他們決定一起去當時位於銀座的訓練學校電視藝人中心參加考試。雖然他最初對成為配音員或演員並不感興趣，但他還是參加了考試，目的是練習與人交談，並且他通過了。另外，邀請井上的同事考試則落選。訓練學校的其中一位講師是永井一郎，他後來成為井上的師父，井上在學校學習的1年中的最後半年接受了永井一郎的指導。在就讀訓練學校期間，他做過各種的兼職工作，包括在喫茶店、蕎麥麵店、發傳單、大樓清潔工。他在訓練學校的同學包括鄉里大輔、中谷有美、川島千代子。其中，他和鄉里的關係特別好，因為他們是同班同學，在他找兼職的時候，鄉里也介紹工作給他。由於鄉里在表演方面也沒有太多的經驗，所以他會說「井上，我很好奇，表演到底是什麼」，「我不明白，但那個人很棒。我想知道他為什麼很棒」，同時用卡帶錄製廣播和電視中的台詞，編寫腳本並練習。儘管有很多地方不懂，但兩人還是拼命學習演戲。回想起那段時光，他說「如果沒有他（鄉里），我可能就不會成為一名配音員」。
從培訓學校畢業後，他做了大約六個月的自由工作者，向製作公司和電視台推銷自己，並拜訪他們介紹自己。當時，他偶然認識了關東電台的一位導演，他向ACC舉辦的比賽提交了作品，並問他是否願意嘗試旁白。由於這是他一直夢想的旁白工作，他很快就參加了試鏡，他業餘的說話方式聽起來很新鮮，所以他被出色地錄取了。截至1982年，他家裡仍然保留著這個卡式磁帶，當他偶爾聽一聽時，他對自己聽起來多麼業餘感到尷尬，回想起來說「我很驚訝我通過了」。那次比賽他獲得了鼓勵獎。他說他很高興自己的第一份工作就獲得獎勵。後來才知道，半數選手在預賽中被淘汰，剩下的都獲得了鼓勵。之後，他在導師永井的推薦下加入了青二Production。所屬過的經紀公司有：青二Production → Production BAOBAB → 81 Produce → 大澤事務所 → 元氣Project。轉入元氣Project後，他擔任社長。他的妻子越智靜香擔任副社長。後來，井上和彥和越智靜香創立了B-Box。由於從訓練學校開始就一直從事廣告和電視劇工作，井上最初抱有一種天真的看法，認為「我想這是一個很容易找到工作的世界」，但他回憶說，在加入製作公司後，他做兼職的時間比做全職工作的時間還多。

### 職業生涯
他的第一份工作是在電台廣告《虎屋的水羊羹》。他在電視動畫中首次亮相是在《無敵鐵金剛魔神Z》（1973年）裡飾演一名士兵的角色。儘管他首先在《UFO機器人 古連泰沙》（1975年）裡擔任了常駐角色，但他只負責一次就被解雇了。井上說，這次經歷讓他感到非常沮喪，他在公寓裡把臉埋在枕頭裡哭泣。他回憶說，從那時起，他就會去附近的河岸，反覆背誦當時說過的那句台詞「喔不！UFO來了…」。隨後，他首次在《一休和尚》（1976年）裡飾演哲齋一角，隨後在《小甜甜》（1976年）中飾演安東尼·布朗，之後在《超合體魔術機器人 銀凱薩》（1977年）裡飾演男主角白銀五郎。
後來，他被選中在《人造人009》（1979年）裡飾演主角009（島村喬）。井上本人也曾表示出演本作是自己配音生涯的第一個轉捩點，也奠定了他身為帥氣配音員的地位。從那時起，他扮演了各種各樣的英雄和帥氣角色。
井上也表示，被選中飾演《美味大挑戰》（1988年）的主角山岡士郎是他的第二個轉捩點。

### 至今
此後，他涉足了電視動畫、外國影劇日語配音、旁白等廣泛領域，並於2009年獲得第3屆聲優Awards最佳男配角獎。
除了配音之外，他還從《人造人基凱達 THE ANIMATION》開始以音響監督的身份活躍，並擔任過《SAMURAI GIRL 武俠派女高中生》、《機動新撰組 萌之劍TV》、《少年偵探 ～推理之絆～》、《抓鬼天狗幫》、《植木的法則》的後期錄音監督。當石之森章太郎的《人造人基凱達》被製作成動畫時，他開始擔任音響導演，並提出了「我們應該找誰來導演？」的問題，石之森製作公司的一個人建議說「和彥怎麼樣？他也曾參與過《人造人009》的製作」。音響公司的社長隨即問他「和彥，你願意做這件事嗎？」，他很困惑，說「不不不！這是我第一次。你確定要我嗎？」，但對方告訴他「我覺得沒問題。如果有事我會幫你的」於是他同意了，說「我會做的」。
由於等待配音複製的時間影響了他配音員的工作，所以之後他暫時放棄了導演的工作，但他說，這段經歷讓他對表演之外的聲音導演有了新的認識，這對他後來的配音工作很有幫助。
2022年，獲得第9屆Yahoo！搜尋大獎聲優部門第4名。

## 人物、特色
聲種：男中音。作為配音員，他活躍於動畫、外國影劇日語配音、旁白等領域。他的聲音低沉而平靜。其飾演的是一個英俊帥氣的角色，充分發揮了了他的聲音。
興趣：保齡球、滑浪風帆、釣魚、滑雪、高爾夫、唱歌。當他向同齡的配音員古谷徹推薦滑浪風帆運動時，古谷徹也對滑浪風帆運動產生了濃厚的興趣，並把它變成了自己的愛好之一。最喜歡的一句話是「謝謝（ありがとう）」。

### 交友、人際關係
他是在人才訓練學校講師永井一郎的推薦下加入青二Productions的，但當公司與永井一郎分道揚鑣時，他站在富田耕生那一邊，加入了Production BAOBAB，這激怒了永井，並導致他與永井分道揚鑣7年。不過，他們後來又和好了。
小杉十郎太和他一樣來自橫濱市，小杉就讀的中學和井上就讀的高中隔著一條河。從弓道場，井上可以看到初中的校園，雖然當時他不認識這些學生，但他會看到他們在進行社團活動，比如踢球，球掉進河裡，然後衝過去撿球，他會說「啊～，又來了（笑）」。
他也是野島裕史組織的公路自行車隊「VOICYCLE」的成員。

### 家族
父母經營中華餐館，週末是最忙的時候，所以父母一天都沒休息。小學2年級時，班級導師對他說「我們陪你的時間很少，所以請你盡量多陪他玩」，從下一週開始，商店週日就關門了，這導致他開始和父親一起出去玩。他母親的老家在小田原市，所以他有時會在暑假期間住在那裡。他說，由於自己瘦弱，所以把他託付給父母照顧，可能是想「在田野和稻田裡奔跑會讓他感覺好一點」。
有一個弟弟，比他小8歲。
他的父親是二戰期間在廣島市被徵招從軍的第二代原子彈倖存者。因此每年8月6日和9日，即廣島和長崎原子彈爆炸的週年紀念日，井上都會在他的部落格上表達對戰爭和原子彈爆炸的想法。
他結過三次婚，又離婚過三次。他的第一任妻子是漫畫家五十嵐優美子，石之森章太郎和他的妻子擔任媒人，並於1977年8月15日在五十嵐優美子的經紀公司Ai-Pro前往夏威夷出差期間，在毛伊島的瓦伊奧拉教堂舉行了婚禮。五十嵐優美子生下一個女兒。憑藉《小甜甜》的版稅而成為百萬富翁的五十嵐優美子與年輕有抱負的配音員井上和彥的婚姻在當時成為熱門話題，甚至登上了週刊的報導。後來，他與配音員荒川美奈子在大阪舉行的婚禮上再婚，隨後與演員越智靜香在神奈川縣鎌倉市舉行的婚禮上結婚，但於2012年3月離婚。他與五十嵐優美子有一個長女，是個普通人，還有一個長子，五十嵐慶一，原小傑尼斯成員，以五十嵐奈波為名從事變裝藝人工作。五十嵐奈波在受訪時表示，他第一次見到父親井上是在他15歲的時候。

### 其他逸事
小時候，他想成為一名飛行員和工程師。
他小時候常在一家曾經存在的租書店裡看漫畫。他買的第一本漫畫是在小學的時候，當時在《週刊少年Magazine》上連載的楳圖一雄的《半魚人》讓他很震驚。他感到十分震驚，心想「如果真的存在這樣的事情，那真是太可怕了」，但他還是想知道故事的後續內容，所以他買下了全套漫畫。中學的時候，他讀了石之森章太郎的《人造人009》和白土三平的《渡》，他的朋友都會模仿漫畫裡的人物畫下來。作為配音員出道後，他開始主要為了試鏡和工作理由閱讀漫畫。
在中學和高中期間，他是弓道社的成員。透過那裡的重量訓練，他鍛鍊了肌肉，變得更強壯了。高中1年級時，他贏得了神奈川縣錦標賽個人冠軍。中學時期，在上學路上遇見一位在田野裡玩弓箭的老人，便開始在課餘時間教他弓道。
在他首次主演《超合體魔術機器人 銀凱薩》時，錄音導演本田保則給了他一些直觀的建議，例如「讓你的聲音更多地從頭部的這一側發出」，當他試圖按照他說的去做時，他想「啊，我明白了」。
在《機動戰士Z鋼彈》裡，他飾演傑利特·梅薩一角，但據飛田展男說，他還試鏡了卡密兒·維丹一角。
在《美味大挑戰》中，山岡士郎在宿醉的場景中多次出現，但談到料理時卻變得活躍起來。一開始，有人說他太酷了，像個英雄，但當他想像某位導演說話嘟囔的語氣時，他就同意了。此前他一直認為不應該用一種輕鬆的心態說台詞，但他發現，透過以輕鬆的心態演戲，他能夠表現出自己緊張時演技的變化，而且即使是普通人也會有起伏的狀態。此外，由於主題是料理，他更意識到喝酒或吃飯時所感受到的情感。
在準備角色的時候，他非常重視最初的啟發，在《天空戰記》中試鏡麗牙一角時，他需要說的台詞是男人的語氣，但當他看到角色表時，他以為這個角色是個同性戀。因此，當他嘗試在戰鬥中表現得像個男人時，儘管他通常表現得像個同性戀角色，但他還是得到了這個角色。
在外國影劇日語配音方面，他曾與邁茲·米克森（本人公認）、亞倫·艾克哈特、約翰·屈伏塔、劉德華、馬修·福克斯等演員合作。他也曾為真田廣之的多部海外電影配音。他表示，自己在湯姆·漢克斯主演的電影《浩劫重生》中的日語配音尤其令人難忘。他說，拍戲的時候，他會想「這個人演這個角色的時候在想什麼？」，有時他會隱約感覺到「他們一定有何感受」，這讓他非常高興。

### 與邁茲·米克森的關係
自從在電視劇《雙面人魔》中首次亮相以來，他就一直擔任邁茲·米克森的大部分影劇作品日語配音，如今他已聲名鵲起，被譽為「邁茲·米克森日語熟悉的聲音」和「粉絲們期待已久的聲音」。2016年，邁茲·米克森來到日本宣傳《奇異博士》時，他見到了邁茲並與他握手。當時，已經從事配音工作44年的井上表示，這是自己職業生涯中第一次見到自己配音的演員，並表示「很慶幸自己付出了努力」。
當時，邁茲解釋說，日語配音版本在丹麥很受歡迎，並回憶起自己嘗試配音的經歷，說道「這真的是一門藝術。你必須讓聲音與畫面相匹配，同時又要把它表達成自己的聲音。我嘗試過一次，非常困難」。同時，他也表達了敬意「這是一項偉大的藝術形式，但它被低估了，所以請給井上先生熱烈的掌聲」，並最後對他表示認可，說「我很高興在日本為我配音的人這麼帥」。獲得最高讚譽的井上表示「我為邁茲配音已經3年多了，終於能見到他了，真是太開心了。我以為他會比較難接近，但是……雖然這麼說有點失禮，但他就像『你在這裡可能會遇到的一位和藹可親的哥哥』（笑）。他非常友善」，邁茲還回憶說，當他在後臺休息室裡向邁茲索要簽名時，邁茲問他「你是我嗎？」。在2023年舉辦的大阪動漫展2023上，他於5月6日在特別舞台上登場，而同一天邁茲也來日本參加動漫展，所以雖然兩人沒有親自一同亮相，但最終還是有出現在同一個會場。休息時間，他在後院與邁茲重逢，邁茲一看到他，就跑上前去說道「我的聲音！（My Voice！）」，並透露他一直在向他詢問有關他在另一輪會場中的表現的問題。
對於邁茲的魅力，井上分析道「他不是一下子開口說話的。你首先看到的是他的臉，然後想，哇，他來了！然後就在他開口說話之前，他的嘴巴張得大大的，很性感」。他還透露，自己對細節也格外注意，例如在與導演協商後添加了劇本中沒有的部分，並詢問『我可以喘口氣嗎？』。關於海外影劇日語配音的秘訣，他透露「（就邁茲而言）我不知道他在想什麼，或者他有什麼樣的表演計劃。因為他的長相很適合這個角色。我該怎麼辦？考慮到這一點，我決定成為邁茲，從我的細胞和一切開始。我肚子大，所以不太習慣（苦笑）。當我以「我想做我自己」的態度盯著畫面時，我開始覺得我能以某種方式理解角色的想法和感受」。在負責《印第安納瓊斯：命運輪盤》時，他評論道「我覺得邁茲真的很投入。他非常興奮，他的表演也非常精彩。我感覺邁茲真的很熱愛奪寶奇兵的世界」，他也形容邁茲是「一個迷人又酷的傢伙」。
他為《極線生機》的預告片擔任旁白。

## 演出
粗體字表示主要角色。

### 電視動畫
1973年
- 無敵鐵金剛魔神Z（士兵）

1974年
- 阿爾卑斯的少女海蒂

1975年
- 一休和尚（哲齋〈第3代〉）
- 蓋特機器人G（士兵A[56]）
- UFO機器人 古連泰沙（研究員、費加兵、費加大王親衛隊）

1976年
- 小甜甜（山丘上的王子／安東尼·布朗、店主）
- 皮科里諾的冒險（日语：ピコリーノの冒険）
- 飛鷹一號
- 超電磁機器人 孔巴德拉V（白鷹警官A[57]、海關官員[57]）
- 陰陽電磁俠

1977年
- 神威賽車手（速度、安東尼奧）
- 鐵臂馬魯斯（部下、機器人隊長、記者、廣播、海灣 等）
- 大空魔龍鎧金（吉米）
- 超合體魔術機器人 銀凱薩（白銀五郎[58]）
- 惑星機器人 丹加德A（東助手、久保、艾凡斯）

1978年
- 宇宙海賊哈洛克船長（1978年—1979年，廣播、佐巴、大臣A、船員A）
- 太空西遊記（1978年—1979年，群眾、部下、士兵、波伊斯兄、高盧、上尉、梅爾茨）
- 好小子（日语：おれは鉄兵）
- 太空突擊隊（肯恩·史考特）
- 銀河鐵道999（零尼莫、廣播、男A）
- 魔女子Tickle（機器人、中學生A、濱夫、男A）
- 無敵超人桑波特3（撤離人員、林）

1979年
- 清秀佳人（吉爾伯特·布萊斯）
- 動畫紀行 馬可·波羅的冒險（日语：アニメーション紀行 マルコ・ポーロの冒険）（定次郎）
- 哆啦A夢 (大山羨代版)（1979年—1981年，小吉〈初代〉、老師〈第3代〉、骨川小夫的父親〈代演〉 等）
- 人造人009（1979年—1980年，009／島村喬[59]）
- Z超人（日语：ゼンダマン）（普拉特斯）
- 太空飛鼠展神威（日语：トンデモネズミ大活躍）（馬戲團團長[60]）
- 日本名作童話系列 赤鳥之心（日语：日本名作童話シリーズ 赤い鳥のこころ）
- 花仙子露露（夫）
- 魯邦三世 (TV第2系列)（日语：ルパン三世 (TV第2シリーズ)）

1980年
- 宇宙戰士巴魯迪奧斯（1980年—1981年，米蘭、巴德〈青年時期〉、迪波特·維茲[61]）
- 宇宙大帝西格瑪神（漢納）
- 怪物小王子 (1980年版)（郵差禿鷹、多蘭、原子教授、牛王 等）
- 摔倒騎士德拉曼查（日语：ずっこけナイトドンデラマンチャ）（湯姆）
- 天才小釣手（1980年—1981年，釣夫、與作）
- 傳說巨神伊甸王（1980年—1981年，納布爾·哈塔利〈第2代〉[62]）
- 湯姆歷險記（喬〈約瑟夫·哈伯〉）
- 萬能戰士無比敵（遊木林／無比敵）
- 大白鯨（白城讓[63]）

1981年
- 早安！蘇龐克（日语：おはよう!スパンク）（篠田亮一[64]）
- 最強機器人 大王者（馬克）
- 新·根性青蛙
- 太陽之牙達格拉姆（克林·卡西姆[65]）
- 衝鋒勝平（日语：ダッシュ勝平）（立花薰）
- 百獸王五獅王（黃金旭[66]）
- 靈犬雪麗

1982年
- 福星小子 (1981年版)（1982年—1985年，尾津乃燕[67]、水乃小路飛麿〈初代〉[67] 等）
- 雷鳥2086（約翰）
- 逆轉一發人（日语：逆転イッパツマン）（豬、翻譯、漫畫銷售員）
- 電子神童（龐德）
- 太陽之子（瓦納科查）
- 心跳今夜（洛基）
- （徹）
- 我是帕塔里洛（日语：パタリロ!）（洋蔥16號）
- 真知子老師（中山）
- 魔法公主 明琪桃子（日语：魔法のプリンセス ミンキーモモ）（吉穆魯）
- 南方彩虹的露西（約翰）

1983年
- 頂尖超人（日语：イタダキマン）（少爺）
- 伊賀野河馬丸（金四郎）
- 機甲創世記莫斯比達（多加博）
- 海王星戰士（克里斯托、旁白）
- 湯匙伯母歷險記（楊[68]、普里烏森教授[68]）
- 特裝機兵多爾巴克（德西爾）
- 電腦旅行偵探團（日语：パソコントラベル探偵団）（飛鳥研）
- 小超人帕門 (1983年版)（男、廣播、江原選手、土人C、卡車司機）
- Pure島的朋友們（日语：ピュア島の仲間たち）
- 阿福（日语：フクちゃん）（新郎、司機）
- 魔法天使奶油麻美（1983年—1984年，立花慎悟[69]）

1984年
- 新好小子（日语：あした天気になあれ (漫画)）（大田黑彰[70]）
- 怪貓豬油糕（日语：オヨネコぶーにゃん）（鼹鼠）
- OKAWARI-BOY Starzan S（日语：OKAWARI-BOY スターザンS）（Starzan S[71]）
- 機甲界加里安（1984年—1985年，伍茲班）
- 重戰機艾爾鋼（切克·索羅克[72]）
- 星槍士俾斯麥（比爾·威爾考克斯[73]）
- 大自然的魔獸巴奇（良[74]）
- 超時空騎團南十字宮（艾倫·戴維斯中尉、科克托博士）
- 牧場上的少女卡特莉（阿基·藍塔）
- 魔法妖精貝露莎（澤木研二、畑中廣志）
- 請多指教跑車郎中（日语：よろしくメカドック）（那智渡）

1985年
- 蒼藍流星SPT雷茲納（1985年—1986年，阿爾巴特羅·納魯·英二·飛鳥[75]）
- 拜託了！薩米亞丼（日语：おねがい!サミアどん）
- 機動戰士Z鋼彈（1985年—1986年，傑利特·梅薩（日语：ジェリド・メサ）[76]）
- 三國志（日语：三国志 (日本テレビ)）（劉備玄德）
- 昭和笨蛋小說搞笑第1名！（日语：昭和アホ草紙あかぬけ一番!）（1985年—1986年，丹嶺幸次郎）
- 搞怪拍檔（菲爾、鮑比特·休伊）
- 鄰家女孩（1985年—2001年，新田明男[77]）1系列 + 特別篇2作品[系列 1]
- 忍者戰士飛影（1985年—1986年，真野錠[78]）
- 火焰的阿爾卑斯玫瑰 茱蒂&藍迪（李昂哈德·古斯塔夫·馮·亞森巴赫）
- 高爾夫頑童猿丸（1985年—1988年，劍崎健）

1986年
- 甜蜜公主（夏洛克·凱奇斯）
- 三國志II 在天空翱翔的英雄（劉備玄德[79]）
- 青春動畫全集（日语：青春アニメ全集）（姿三四郎）
- 各位同學！心緣的圍巾（日语：生徒諸君!#テレビアニメ）（飛島峻[80]）
- 褞袍超人（1986年—1987年，主播、學生、鬼、廣播、長老B、男、根鬼、鬼A）
- 光之傳說（男、永田）
- 機器勇士 克羅諾斯的大逆襲（1986年—1987年，萊姆·史托爾[81]）
- 魔法偶像粉彩筆由美（日语：魔法のアイドルパステルユーミ）（黑翼的領袖）

1987年
- 赤光彈茲里安（日语：赤い光弾ジリオン）（Champ）
- 動畫三劍客（日语：アニメ三銃士）（白金漢公爵[82]）
- 城市獵人（四井信一）
- 聖鬥士星矢（王虎）
- 高校！奇面組（日语：ハイスクール!奇面組）（草石成夫）
- 陽光普照（日语：陽あたり良好!#テレビアニメ）（村木克彥）

1988年
- 超能力魔美（上杉俊二）
- 美味大挑戰（1988年—1993年，山岡士郎（日语：山岡士郎）[83]）1系列 + 特別篇2作品[系列 2]
- 格林名作劇場（兵隊）
- 麵包超人（1988年—2024年，鰹魚乾人〈初代、第3代〉）
- 鐵拳小子（日语：鉄拳チンミ）（翁）
- 超音戰士Borgman（查克·史威格）
- 妙手小廚師（味吉隆男〈第2代〉）
- 名門！第三野球部（日语：名門!第三野球部）（田村達郎）

1989年
- 新格林名作劇場（醫生[84]）
- 天空戰記（1989年—1990年，麗佳[85]）
- 亂馬½ (1989年版)（1989年—1990年，三千院帝）2系列[系列 3]

1990年
- 偶像天使陽子（米奇）
- 超級劍豪傳（龍馬）
- PEACH COMMAND 新桃太郎傳說（幸運天草）

1991年
- 猜拳人（愛子的爸爸）
- （萊斯利·麥道夫[86]）

1992年
- Fantasy Adventure：穿靴子的貓的冒險（托爾森）
- 神采飛揚（仲津川莊）

1994年
- BLUE SEED（1994年—1995年，草薙護[87]）
- 霸王大系龍騎士（拉薩）

1995年
- 怪盜Saint Tail（羽丘源一郎）

1997年
- 大運動會（艾力克·羅伯茨）
- 名偵探柯南（1997年—2025年，伊達高志、白鳥任三郎〈第2代〉[88]）

1998年
- 抓狂一族（梅星球道）
- 吸血姬美夕（青年／神魔·弄奢）
- 快傑蒸汽偵探團 TV ANIMATION SERIES（蒸氣王）
- 蠟筆小新（1998年—1999年，行田德郎、山岡老師）
- 玲音（男性聲音）
- 性感指令外傳 好厲害啊!! 勝先生（日语：セクシーコマンドー外伝 すごいよ!!マサルさん）（校長／蘇珊[89]、請多指教假面[89]、萌萌的父親[89]）
- 婆娑羅（朱理）
- 女棒甲子園（早川英彥）
- 炸彈人 彈珠人爆外傳（浪人寶）

1999年
- 宇宙海盜大冒險（日语：宇宙海賊ミトの大冒険）（光國蔭朗、真子爺爺、秋津）2系列[系列 4]
- 迷糊女戰士（四王子）
- 課長王子（關東煮店老闆、FBI男）
- 週刊故事樂園（日语：週刊ストーリーランド）「上車的人」（駕駛）
- 臣士魔法劇場 利斯基☆塞夫提（日语：臣士魔法劇場 リスキー☆セフティ）（貝澤特·薩切茲）
- 六翼天使之聲（日语：セラフィムコール）（橘麗的父親）
- 神奇寶貝（1999年—2002年，空木博士）
- 炸彈人 彈珠人爆外傳V（大綱寶）
- 世紀末傳說美麗龍之子世界 -圓盤星人UBO-（日语：超える!テレビ）（穆特金）

2000年
- 機巧奇傳希約戰記（才谷[90]／本龍馬）
- 萬有引力（由貴瑛里）
- 星界的戰旗（2000年—2001年，內菲／內雷斯·內芬）2系列[系列 5]
- 時間飛船2000 怪盗閃亮超人（日语：タイムボカン2000 怪盗きらめきマン）（安·托瓦內特）
- 闇之末裔（壬生織也）
- 六門天外（收集伯爵）

2001年
- 犬夜叉（龍骨精）
- 銀河天使（2001年—2002年，阿佐谷南博士、馬克博士）2系列[系列 6]
- 哈雷小子（雷吉）
- 華麗的機會（日语：チャンス〜トライアングルセッション〜）（櫻宮燿）
- 魔法水果籃 (2001年版)（草摩羽鳥[91]）
- PROJECT ARMS（基斯·懷特）
- 神奇寶貝 雷公雷的傳說（空木博士）

2002年
- 朝霧的巫女（天津忠明）
- 足球小將翼 (2001年版)（盧瓦教練[92]）
- 最終兵器少女（修次的父親）
- 鬼眼狂刀KYO[93]（村正）
- 少年偵探 ～推理之絆～[94]（鳴海清隆）
- 電光快車俠2（光號隊長）
- 火影忍者（旗木卡卡西[95]）

2003年
- 奇諾之旅 -the Beautiful World-（旅人〈前奇諾〉）
- 銀河鐵道物語（2003年—2006年，有紀涉）2系列[系列 7]
- 聖槍修女（愛安[96]）

2004年
- Legendz 龍王甦醒傳說（2004年—2005年，斯朗、藍辛、卡內爾德溫龍）
- 今日大魔王！（2004年—2009年，馮克萊斯特卿·雲特）3系列[系列 8]
- 校園迷糊大王（澤近愛理的父親）
- 抓鬼天狗幫（渡邊末吉延）
- 遙遠時空 ～八葉抄～（橘友雅）

2005年
- 新釋 真田十勇士 The Animation（日语：新釈 眞田十勇士）（根津甚八[97]）
- I Only Want Happiness（清水要）

2006年
- 死亡代理人（卡茲奇斯·赫巴／卡茲奇斯代理人）
- 櫻蘭高校男公關部（須王讓）
- 新鮮釀造音樂劇 練馬蘿蔔兄弟（日语：練馬大根ブラザーズ）（韓流小鋼珠店長）
- 涼宮春日的憂鬱 (2006年版)（多丸圭一[98][99]）
- 怪醫黑傑克（登駒士郎）
- Marginal Prince -月桂樹的王子們-（卡迪斯）
- 遊☆戲☆王 怪獸之決鬥GX（DD）
- 妖怪人間貝姆 (2006年版)（貝姆）
- 聲優白皮書（山脅社長）

2007年
- 鋼鐵三國志（凌操公訣）
- 獸裝機攻斷空我NOVA（解放軍領導人[100]）
- 蜜糖邦尼（約翰）
- DARKER THAN BLACK -黑之契約者-（November 11）
- 七色★星露（秋姬正史郎）
- 火影忍者疾風傳（旗木卡卡西、電火）
- 遙遠時空3系列（2007年—2010年，原景時）特別篇2作品[系列 9]
- 奇幻冒險[101]（柯尼特·男、旁白 等）
- 月亮的距離（猿渡吾郎）
- 羅密歐×茱麗葉（威廉·莎士比亞[102]、旁白）

2008年
- 家庭教師HITMAN REBORN！（γ）
- 黑塚 KUROZUKA（居座魚[103]）
- 蜜糖邦尼 巧克拉！（約翰）
- 純情羅曼史（2008年—2015年，宮城庸）3系列[系列 10]
- 西洋骨董洋菓子店～Antique～（約翰＝巴蒂斯塔·伊文斯）
- 夏目友人帳（2008年—2024年，貓咪老師／斑[104]）7系列[系列 11]
- 波菲的漫長旅程（克里斯多福·帕特格斯）

2009年
- 骷髏13 (2008年版)（薩米爾·普里·瓦桑）
- 聖劍鍛造師（雨果·哈斯曼）
- 奇蹟☆列車 ～歡迎搭乘大江戶線～（大門哲也）

2010年
- 丸少爺（2010年—2015年，鳥、小畢）
- 信蜂 REVERSE（加勒比·加拉德）

2011年
- 機動戰士鋼彈AGE（2011年—2012年，旁白、菲利特·明日野）
- 罪惡王冠（莖道修一郎[105]）
- FAIRY TAIL魔導少年（2011年—2024年，吉爾達茲·克萊伊夫）3系列[系列 12]
- 遊☆戲☆王ZEXAL（2011年—2014年，門口的聲音）2系列[系列 13]
- Rio RainbowGate！（雷）

2012年
- 交響詩篇艾蕾卡7 AO（圖魯斯[106]）
- 蝦掰天文社（旁白、EIJI）
- 白熊咖啡廳（獅子）
- 戰國Collection（旁白[107]）
- 李洛克的青春全力忍傳（旗木卡卡西）

2013年
- RDG 瀕危物種少女（鈴原大成[108]）
- 銀狐（金次郎[109]）
- 銀魂（2013年—2017年，朧）3系列[系列 14]
- JoJo的奇妙冒險（卡茲[110]）
- 蟲奉行（大岡忠相）

2014年
- 寄生獸 生命的準則（後藤[111]）
- 宇宙浪子（保羅[112]）
- Z/X IGNITION（西格[113]）
- 東京ESP（養谷老師[114]）
- 東京種（2014年—2018年，多奈托・普魯普拉[115]）4系列[系列 15]
- 流浪神差（2014年—2015年，囷巴[116][117]）2系列[系列 16]
- 幸福爆發！光之美少女（深淵之鏡／深紅）
- 魔神之骨（克魯德／黑飛龍）

2015年
- 丸少爺特別篇（小畢[118]）
- 阿松（2015年—2025年，松野松造〈父親〉[119][120][121]、上司、店員、前園）4系列[系列 17]
- Classroom☆Crisis（霧羽和久[122]）
- DD北斗神拳2（艾英）
- 決鬥大師 VSR（魔太郎）
- 小長門有希的消失（多丸圭一）
- 魯邦三世 PART IV（神秘男子／達文西）

2016年
- 雙星之陰陽師（闇無[123]）
- 一課一練（面具男、諸葛東明）
- 火星異種 復仇（第四支局主席）
- 凸變英雄（第一王子）
- 夢幻之星Online2 The Animation（基德[124]）
- HEYBOT！（日语：ヘボット!）（2016年—2017年，螺絲王[125]／ALLDAY、喔拉喔拉騎士、激寂龍、特爾滕、士兵機器人、塔爾伯特）
- 名偵探柯南：柯南與海老藏 歌舞伎十八番推理（日语：名探偵コナン コナンと海老蔵 歌舞伎十八番ミステリー）（白鳥警部）
- 路人超能100（2016年—2022年，老大／鈴木統一郎）3系列[系列 18]

2017年
- ACCA13區監察課（利利烏姆兄[126]）
- 為美好的世界獻上祝福！系列（達斯堤尼斯）2系列[系列 19]
- 信長的忍者（2017年—2018年，松永久秀[127]）3系列[系列 20]
- BORUTO -火影新世代- NARUTO NEXT GENERATIONS-（2017年—，旗木卡卡西[128]）
- 異世界食堂（2017年—2021年，前代店主／大樹）2系列[系列 21]
- 時間支配者（阿爾克）

2018年
- 龍王的工作！（名人）
- 妖怪旅館營業中（2018年—2025年，津場木史郎[129][130]）2系列[系列 22]
- 奴隸區 The Animation（管家）
- 六心公主（日语：6HP/シックスハートプリンセス）（金森）
- 火之丸相撲（2018年—2019年，旁白、駿海登喜雄[131]）
- 足球小將翼 (2018年版)（2018年—2024年，北詰誠[132]）2系列[系列 23]
- 哥布林殺手（哥布林王）

2019年
- 笨拙之極的上野（旁白[133]）
- 雷頓神秘偵探社 ～卡特莉的解謎事件簿～（唐迪[134]）
- 超可動女孩1/6（龍魔王）
- 屁屁偵探（2019年—2020年，沃爾夫斯基[135]）

2020年
- 空挺Dragons（約西[136]）
- 請在伸展台上微笑（藤戶研二）
- 別對映像研出手！（藤本老師[137]）
- ARP Backstage Pass（理事長[138]）
- 織田肉桂信長（黑田查理官兵衛[139]）[注 4]
- 進擊的巨人（2020年—2021年，戴巴·威利）

2021年
- 天地創造設計部（土屋／土星）
- 七大罪 憤怒的審判（魔神王賽多里斯）
- 哥吉拉 奇異點（葦原道幸）
- 平穩世代的韋馱天們（旁白）
- 月光下的異世界之旅（連布蘭多）
- 吸血鬼馬上死（Y談叔叔）

2022年
- 鬼滅之刃（2022年—2023年，劍士[140]）2系列[系列 24]
- 社畜想被幼女幽靈療癒。（本週的「好可愛。」擔當）
- 小書痴的下剋上：為了成為圖書管理員不擇手段！第3期（齊爾維斯特）
- RWBY 冰雪帝國（奧茲平[141]）
- POP TEAM EPIC（第2期）（POP子〈第1話B部分〉）
- 轉生就是劍（謎之聲）
- VAZZROCK THE ANIMATION（白馬老）
- 福星小子 (2022年版)（2022年—2024年，面堂終太郎的父親）2系列[系列 25]

2023年
- HIGH CARD 至高之牌（無名氏）
- 被解僱的暗黑士兵（30多歲）開始了慢生活的第二人生（亞蘭茲魯[142]）
- 吸血鬼馬上死2（Y談叔叔）
- 在異世界獲得超強能力的我，在現實世界照樣無敵～等級提升改變人生命運～（兔子[143]）
- 聖者無雙～上班族的異世界生存之道～（神之聲）
- EDENS ZERO 伊甸星原（絕諾利斯[144]）
- 逃走中 THE GREAT MISSION（リドリー ゼベット）
- （[145]）
- 家裡蹲吸血姬的鬱悶（馬特哈德）
- 聖劍學院的魔劍使（阿米拉斯）
- 想當冒險者前往都市的女兒成為S級（費爾南多）

2024年
- 外科醫生愛麗絲（溫徹斯特·德·羅曼諾夫[146]）
- 月光下的異世界之旅 第二幕（連布蘭多[147]）
- 迷宮飯（坦斯）
- 輪迴第7次的惡役令孃，在前敵國享受自由自在的新娘生活（羅凡茵）
- ONE PIECE（2024年—2025年，蒙其·D·多拉格〈過去〉）
- Re:Monster（謎之聲）
- 為美好的世界獻上祝福！3（達斯堤尼斯·福特·伊格尼斯）
- 夜櫻家大作戰（夜櫻萬[148]）
- 四處貼上吧！小狗（犬ドリアン[149]）
- 戰國妖狐 千魔混沌篇（萬象王）
- 神之塔 -Tower of God- 王子的歸還（大先生）
- 尋神的旅途（白豪[150]）
- 最狂輔助職業【話術士】世界最強戰團聽我號令（哈洛德·詹金斯）
- 被逐出隊伍的治癒師，其實是最強（邪龍）

2025年
- 一桿青空（田所昌夫〈阿昌〉[151]）
- 中年大叔轉生反派千金（屯田林憲三郎[152]）
- 魔域英雄傳說（格雷恩[153]）
- 離開A級隊伍的我，和從前的弟子往迷宮深處邁進（羅格[154]）
- LAZARUS 拉撒路[155]
- NYAIGHT OF THE LIVING CAT 活屍貓之夜（重隆＝格倫特[156]）
- 亂馬½ (2024年版)（八寶齋（日语：八宝斎）[157]）

### 電影動畫
1978年
- 宇宙海賊哈洛克船長：阿爾卡迪亞號之謎（司令部官員）
- 惑星機器人 丹加德A：宇宙大海戰（東[158]）

1980年
- 人造人009：超銀河傳說（009／島村喬[159]）
- 哆啦A夢：大雄的恐龍（T.P隊員）

1981年
- 一休和尚：春天！刁蠻公主（哲齋）
- 劇場版 宇宙戰士巴魯迪奧斯（迪波特·維茲）
- 哆啦A夢：我是桃太郎的什麼呢？（村民）
- 21衛門：前往宇宙一路順風！（21衛門）

1982年
- 劇場版 早安！蘇龐克（日语：おはよう!スパンク）（亮）
- 怪物小王子：惡魔的劍（郵差禿鷹）
- 劇場版 傳說巨神伊甸王（納布爾·哈塔利）2作品

1983年
- 迴力車Q達格拉姆
- 紀錄片 太陽之牙達格拉姆（克林·卡西姆）

1985年
- 半人馬傳說（日语：ケンタウロスの伝説）（篠崎健）

1986年
- 渥太利亞（日语：ウインダリア）（吉爾）
- 足球小將翼：世界大決戰!! Jr. 世界盃（卡洛斯·辛坦拿（日语：カルロス・サンターナ）[160]）
- GREY Digital Target（日语：GREY）（葛瑞）
- 鄰家女孩2：再見的禮物新田明男[161]）
- 打開門扉（日语：扉を開けて (小説)#アニメ映画）（齊木杳）

1987年
- 鄰家女孩3：在你離開之後（新田明男[162]）
- （抜刀軍〈伐〉）
- 凡爾賽玫瑰：只要我還活著就愛我（路易十六）

1988年
- 銀河英雄傳說：我的征途是星辰大海（達斯蒂·艾騰博羅（日语：ダスティ・アッテンボロー）[163]）
- 陽光普照：KA·SU·MI 夢中有你（日语：陽あたり良好!#劇場版アニメ）（村木克彥）

1989年
- The Borgman Last Battle（查克·史威格）
- 五星物語（寇拉斯三世）

1990年
- 愛與劍的卡美洛城堡 漫畫家麻里奈 時空跳躍事件（日语：まんが家マリナ・シリーズ#映画）（亞瑟）

1991年
- 劇場版 亞爾斯蘭戰記（1991年—1992年，達龍）2作品
- 亂馬½：中國寢崑崙大決戰！規則無視的激鬥篇!!（日语：らんま1/2 中国寝崑崙大決戦! 掟やぶりの激闘篇!!）（三千院帝）

1993年
- 銀河英雄傳說：新戰爭的序曲（達斯蒂·艾騰博羅）

1994年
- 足球小將翼J：最強的敵人！荷蘭青年代表隊（卡路斯·辛坦拿）
- 傑拉姆2（鮑伯）

1995年
- 哆啦A夢：大雄的創世日記（野美秀）

1996年
- 劇場版 X（麒飼遊人[164]）

1997年
- 浪客劍心：給維新志士的鎮魂歌（時雨瀧魅）

1998年
- 歡迎來到羅德斯島！（史列因）

2000年
- 六門天外 ～傳說的火焰龍～（收集伯爵）
- 名偵探柯南：瞳孔中的暗殺者（風戶京介）

2001年
- 夏日追蹤（日语：いのちの地球 ダイオキシンの夏）（安藤史郎）
- 星際牛仔：天國之門（沙德金斯）
- 名偵探柯南：往天國的倒數計時（白鳥警部[165]）

2002年
- 名偵探柯南：貝克街的亡靈（白鳥警部[166]）

2003年
- PARASITE DOLLS（日语：A.D.POLICE）（巴茲＝尼奎斯特）
- 名偵探柯南：迷宮的十字路（白鳥警部）

2004年
- 烏賊摔角手（上野道增）
- 雲之彼端，約定的地方（富澤常夫）
- 劇場版 火影忍者：大活劇！雪姬忍法帖!!（旗木卡卡西）
- PARASITE DOLLS -劇場版-（日语：A.D.POLICE）（巴茲＝尼奎斯特）
- 名偵探柯南：銀翼的奇術師（白鳥警部）

2005年
- 機動戰士Z鋼彈 A New Translation（2005年—2006年，傑利特·梅薩（日语：ジェリド・メサ））3部作
- 名偵探柯南：水平線上的陰謀（白鳥警部[167]）

2006年
- 劇場版 火影忍者：大興奮！三日月島上的動物騷亂（旗木卡卡西）
- 劇場版 遙遠時空：舞一夜（橘友雅）
- 名偵探柯南：偵探們的鎮魂歌（白鳥警部）

2007年
- 劇場版 火影忍者疾風傳（旗木卡卡西）
- 名偵探柯南：紺碧之棺（白鳥警部[168]）

2008年
- 劇場版 火影忍者疾風傳：牽絆（旗木卡卡西）
- 八田與一：嘉南大圳之父（八田與一[169]）
- 名偵探柯南：戰慄的樂譜（白鳥警部[170]）

2009年
- 宇宙戰艦大和號 復活篇（帕斯卡將軍[171]）
- 劇場版 火影忍者疾風傳：火意志的繼承者（旗木卡卡西）
- 名偵探柯南：漆黑的追跡者（白鳥警部[172]）

2010年
- 名偵探柯南：天空的劫難船（白鳥警部[173]）

2011年
- 劇場版 火影忍者：血獄（旗木卡卡西）
- 劇場版 火影忍者：火熱的中忍考試！鳴人VS木葉丸（旗木卡卡西）
- 追逐繁星的孩子（森崎龍司）
- 名偵探柯南：沉默的15分鐘（白鳥警部[174]）

2012年
- 名偵探柯南：第11位前鋒（白鳥警部[175]）
- 劇場版 火影忍者：忍者之路（旗木卡卡西）

2013年
- 魯邦三世VS名偵探柯南 THE MOVIE（白鳥警部）

2014年
- 劇場版 火影忍者：最終章（旗木卡卡西）
- 名偵探柯南：異次元的狙擊手（白鳥警部[176]）

2016年
- 你的名字。（立花瀧的父親）
- CYBORG009 CALL OF JUSTICE（皇帝[177]）

2018年
- 名偵探柯南：零的執行人（白鳥警部）
- 劇場版 夏目友人帳 ～緣結空蟬～（貓咪老師／斑[178]）
- 劇場版 窈窕淑女 後篇 ～花樣的東京大浪漫～（青江父）

2019年
- 劇場版 阿松（松野松造[179]）

2020年
- 交錯的想念（山本理央的父親）

2021年
- 銀魂 THE FINAL（朧）
- 夏目友人帳：喚石與可疑訪客（貓咪老師／斑[180]）

2022年
- 名偵探柯南：萬聖節的新娘（白鳥警部）
- 阿松 ～希皮波族與閃耀果實～（松造）

2023年
- 名偵探柯南：黑鐵的魚影（白鳥警部）
- 劇場版 Collar×Malice -deep cover-（日语：Collar×Malice）（拾和玄哉）後篇
- 阿松 ～靈魂的章魚燒派對與傳說的夜宿活動～（松造[181]）

2025年
- 名偵探柯南：獨眼的殘像（白鳥任三郎）

### OVA
- 星艦戰將（史密斯）
- 機動戰士GUNDAM SEED ASTRAY BLUE編（叢雲劾）
- 名偵探柯南（白鳥任三郎警部）
- 百日薔薇（克勞斯）

1984年
- 魔法天使奶油麻美 永遠的Once More（立花慎悟）

1985年
- 檸檬雞尾酒 LOVE30S 在淋濕的雨中（日语：酎ハイれもん LOVE30S）（白川龍之助）
- 魔法天使奶油麻美 Long Good-bye（立花慎悟）
- 風中之露（日语：るんは風の中）（豐田明）

1987年
- 福星小子 夢想製造者因幡登場！拉姆的未來會是!?（日语：うる星やつら 夢の仕掛人 因幡くん登場! ラムの未来はどうなるっちゃ!?）（尾津乃燕）
- JUNK BOY（日语：JUNK BOY）（真名井哲）
- 真魔神傳 Battle Royal High School（日语：魔神伝）（結城稔弘）
- 戰國奇譚妖刀傳（日语：妖刀伝）（左近）

1988年
- 網球甜心2（藤堂貴之[182]）
- 銀河英雄傳說（達斯蒂·艾騰博羅（日语：ダスティ・アッテンボロー）[183] 等）
- 孔雀王（黃海峰）

1989年
- 天使夜未眠（日语：アーシアン）（1989年—1996年，影艷）3作品[系列 26]
- 風魔小次郎（壬生攻介[187]）

1990年
- 暗黑神傳承 武神（日语：暗黒神伝承 武神）（朱砂晃一）

1991年
- 夢回綠園（蓮川一弘）

1992年
- 源氏（日语：源氏 (漫画)）（義經[188]）

1999年
- 萬有引力（由貴瑛里）

2004年
- 不平衡抽籤（鏑木有也）
- 幻想傳奇 THE ANIMATION（庫拉斯·F·雷斯塔）
- 火影忍者：隱蔽瀑布處的死鬥，我是英雄！ （旗木卡卡西）
- 擁抱春天的羅曼史（日语：春を抱いていた）（佐和渚）

2005年
- 伊里野的天空、UFO的夏天（榎本）

2006年
- Angel's Feather（日语：Angel's Feather）（若林怜夜）
- 秘封活動記錄 -月-（都久親王）

2007年
- 今日大魔王！R（馮克萊斯特卿·雲特）

2008年
- 柳瀨嵩童話劇場 克夏拉公主（日语：やなせたかしメルヘン劇場）（王子）
- 四娘物語（山本老師）

2010年
- 機動戰士鋼彈SEED ASTRAY BLUE篇（叢雲劾）

2011年
- 維他命X Addiction（日语：VitaminX）（鳳晃司）

2012年
- 純情羅曼史（宮城庸）[189]）[注 5]

2013年
- 夏目友人帳 新作動畫DVD（貓咪老師／斑）[注 6][190]

2014年
- 夏目友人帳 曾幾何時下雪之日（貓咪老師／斑[191]）

2018年
- 宇宙戰艦大和號2202 愛的戰士們（艾瑞克·範·戴斯拉[192]）

### 網路動畫
- （2004年、若い会社員）[193]
- 幕末機關說（2006年、茨木蒼鉄）
- NINJA SLAYER忍者殺手 from ANIMATION（2015年，滅絕者）
- 交響詩篇AO「Lord don't slow me down」（2017年，圖魯斯[194]）
- 異世界居酒屋 ～古都艾塔莉亞的居酒屋阿信～（2018年，達米安[195]）
- 7SEEDS 幻海奇情（2019年—2020年，百舌戶要[196]、旁白）2系列
- 電馭叛客：邊緣行者（2022年，'法拉第[197]）
- 大奧（2023年、松平信綱）
- 格林童話變奏曲 第3話「糖果屋」（2024年，爸爸）
- 古墓奇兵：蘿拉傳奇（理察·卡芙特）

### 遊戲
- 碧藍幻想（齊格飛）
- 機動戰士鋼彈SEED（叢雲劾）
- 今天是魔王（馮・克萊斯特卿・俊達）
- 王國之心 II（艾瑞克王子＜小美人魚＞）
- 最終幻想VII：核心危機（安吉爾·休雷）
- 超級機器人大戰系列（黃炎龍、傑利特·梅薩、阿爾巴特羅·納魯·英二·飛鳥、納布爾·哈塔利、ロム・ストール、真野·錠）
- 全面對抗：復仇時刻（詹姆斯·格雷森）
- 火影忍者系列（旗木卡卡西）
- 水之旋律（桐原貴人）
- 遙遠時空（橘友雅）
- 遙遠時空3（梶尾景時）
- 遙遠時空4（風早）
- 遙遠時空 舞一夜（橘友雅）
- 傳奇系列 幻想傳奇（クラース・F・レスター）
- マナケミア 〜学園の錬金術士たち〜（ゼップル）
- 鋼彈無雙Special（傑利特·梅薩）
- NAMCO x CAPCOM（有栖零兒）
- アヌビス ZONE OF THE ENDERS（ディンゴ・イーグリット）
- 無限邊疆 超級機器人大戰OG SAGA（有栖零兒）
- 無限邊疆EXCEED 超級機器人大戰OG SAGA（有栖零兒）
- 機動戰士鋼彈MSV（強尼·萊汀）
- Dessert Love ～彼とのはじまり～ （特别仕样版）（結城一臣）
- 花歸葬（黑鷹）
- ロミオVSジュリエット（エスカラス＝ヴェロナ）
- 女友伴身邊（惡骰子男）
- 陰陽師（武士之靈、兩面佛、寄生魂）
- 龍之谷（幽靈獵犬）
- Fate/EXTELLA Link（卡尔大帝）
- Fire Emblem Heroes（卡謬）
- 鬼线：东京（KK）
- 魔法使與黑貓維茲（沃卡里歐）
- 刀劍亂舞（山鳥毛）
- 守望傳說（卡瑪爾）
- 魔法禁书目录 幻想收束（山谬‧李德‧麦奎格‧马瑟斯）

1991年
- 天使之詩（卡雷爾）[注 7]

1993年
- 人造人009（009）
- 起始環奧德賽（里昂）
- 聖魔傳說 3×3EYES（鬼眼王）
- 天使之詩II 墮天使的選擇（卡爾）
- 夢幻模擬戰 ～光輝之末裔～（蘭斯）

1994年
- 福星小子 ～Dear My Friend～（日语：うる星やつら 〜ディア マイ フレンズ〜）（尾津乃燕）
- EMERALD DRAGON（日语：エメラルドドラゴン）（哈斯拉姆）[注 7]
- 起始環奧德賽II 魔龍戰爭（羅賓·索爾福德）
- 魔法氣泡CD（謝佐·維吉（日语：シェゾ・ウィグィィ））

1995年
- 幻想傳奇（庫拉斯·F·雷斯塔、艾德華·D·莫里森、特里尼克斯·D·莫里森）[注 8]
- BLUE SEED ～奇稻田秘錄傳～（草薙護）

1996年
- 魔法氣泡CD通（謝佐·維吉）

1998年
- 十字偵探物語（日语：クロス探偵物語）SS版（馬克·史賓塞〈馬克·雷曼〉）

1999年
- 十字偵探物語（日语：クロス探偵物語）PS版（馬克·史賓塞〈馬克·雷曼〉）

2000年
- 來玩麻雀吧！2（爆岡彈十郎、理想雀士）

2001年
- 鬼眼狂刀KYO（村正）

- 遙遠時空2（翡翠）

2002年
- 怪盗小杏（一之瀨知明）

2007年
- 維他命X（日语：VitaminX）（鳳晃司）

2008年
- 維他命X 進化（日语：VitaminX）（鳳晃司）
- 維他命Y（日语：VitaminX）（鳳晃司）

2010年
- 雅戀 ～MIYAKO～（日语：雅恋 〜MIYAKO〜）（源信）

2011年
- 鬼哭街（孔濤羅）

- 裸執事（日语：裸執事）（佐久間恭一）

- 雅戀 ～MIYAKO～ 月詠之夢（源信）

2018年
- 銀魂亂舞（朧）

- 機動戰士鋼彈 極限VS.2（日语：機動戦士ガンダム エクストリームバーサス2）（2018年—2025年，傑利特·梅薩、強尼·萊汀、叢雲劾、菲力特·明日野〈老年時期〉）4作品[系列 27]

2023年
- 碧藍幻想 Versus -RISING-（齊格菲）

2024年
- 碧藍幻想Relink（齊格菲）
- 暗喻幻想：ReFantazio（紐拉斯·柯拉克斯）
- 寶可夢大師（卡蕪）

2025年
- SUPERVIVE（鬼）
- 符文工廠 龍之天地（白龍[198]）
- Fate/Grand Order（因陀羅）
- 全民高爾夫環球之旅（艾薩克[199]）

### 外語配音

#### 演員
亞倫·艾克哈特
- 愛上妳，愛上我（英语：Love Happens (2009 film)）（伯克·瑞安）
- 全面攻佔：倒數救援（班傑明·亞瑟總統）
  - 全面攻佔2：倫敦救援
- 叛諜檔案（史蒂夫·韋爾[200]）
- 地心毀滅（喬許·凱斯博士）※朝日電視台版。
- 黑暗騎士（哈維·丹特／雙面人[201]）※朝日電視台版。

安德林·布洛迪
- 銀色殺機（路易斯·西莫）
- 撲克臉（小史特靈·弗羅斯特）
- 終極戰士團（洛易斯）
- 繼承之戰 (第3季)（喬許·阿倫森）

劉德華
- 桃姐（梁羅傑）
- 追龍（雷洛）
- 寒戰（陸明華）
- 風暴（呂明哲）
- 特工爺爺（李政久）
- 鐵道飛虎（老師[202]）
- 俠盜聯盟（張丹）
- 流浪地球2（圖恒宇[203]）
- 掃毒2：天地對決（余順天[204]）
- 龍鳳鬥（盗先生）

班傑明·布萊特
- 24反恐任務（史蒂夫·納瓦羅）
- 法網遊龍（雷·柯提斯）
- 親家遇到愛（威爾·傑克森）
- 醫診情緣（傑克·賴利）
- 龍兄唬弟2（安東尼奧·波普）

詹姆斯·史派德
- 異形獵手（英语：Alien Hunter）（朱利安·羅馬）
- 嬰兒熱（英语：[[:en:[Baby Boom (film)|]]）（肯·阿倫伯格）※機內上映版。
- 怪咖情緣（英语：Secretary (film)）（愛德華·格雷）
- 奇石（英语：Shorts (2009 film)）（布萊克先生）

約翰·屈伏塔
- 法網邊緣（英语：A Civil Action (film)）（簡·施利希特曼）
- 貓膽蟲威大電影（羅恩·威爾科克斯）
- 禁入家園（英语：Domestic Disturbance）（弗蘭克·莫里森）
- 矮子當道（奇利·帕爾默）
  - 黑道比酷（英语：Be Cool）
- 看誰在說話系列（詹姆斯·烏布里亞科）※影碟版。
  - 看誰在說話（英语：Look Who's Talking）
  - 看看誰在說話現在（英语：Look Who's Talking Now!）
  - 看誰又在說話（英语：Look Who's Talking Too）
- 內神外鬼（英语：Lucky Numbers）（拉斯·理查茲）
- 將軍的女兒（保羅·布倫納）
- 都市牛郎（英语：Urban Cowboy）（布福德·“巴德”·烏安戴維斯）※朝日電視台版。

祖德·萊茵霍爾德
- 我家也有貝多芬（理查德·牛頓）
  - 我家也有貝多芬3（英语：Beethoven's 3rd (film)）
  - 我家也有貝多芬4（英语：Beethoven's 4th (film)）
- 比佛利山超級警探系列（威廉·“比利”·羅斯伍警探）
  - 比佛利山超級警探2：轟天雷 ※朝日電視台版。
  - 霹靂炮 ※朝日電視台版。
  - 比佛利山超級警探：艾索·福里[205]

金成均
- D.P：逃兵追緝令（朴範求）2季
- 惡緣（張吉龍）
- 黑帶出勤中（金宣民）
- 極速首爾（李顯均）

基佛·蘇德蘭
- 驚異傳奇（英语：Amazing Stories (TV series)）（史塔提克）
- 站在我這邊（艾斯·梅利爾）※富士電視台版。
- 第一夫人（英语：The First Lady (American TV series)）（富蘭克林·羅斯福[206]）

邁茲·米克森（本人公認）
- 荒蕪之地·應許之心（路德維希·卡倫[207]）
- 奇異博士（卡西流斯（英语：Kaecilius）[208]）
- 醉好的時光（馬丁[209]）
- 怪獸與鄧不利多的秘密（蓋勒·葛林戴華德[210]）
- 雙面人魔（漢尼拔·萊克特）
- 印第安納瓊斯：命運輪盤（尤爾根·佛勒[211]）
- 極地（鄧肯·維茲拉／黑色凱薩）
- 浴血復仇路（喬恩·傑森）

馬修·福克斯
- 滅絕（派崔克）
- LOST檔案（傑克·雪普）
- 刺殺據點（肯特·泰勒）
- 末日之戰（特種部隊隊員）

米高·基頓
- 小飛象（范德維爾[212]）
- 金龜車賀比（英语：Herbie: Fully Loaded）（老雷·佩頓）
- 刺客密令（麥可·林布蘭）

張國榮
- 英雄本色（宋子傑）※派拉蒙版。
- 鎗王（彭奕行）
- 戀戰沖繩（唐傑）

羅素·克洛
- DC擴展宇宙（喬·艾爾）
  - 超人：鋼鐵英雄[213]
  - 查克·史奈德之正義聯盟[214]
- 挪亞方舟（挪亞）
- 假會徵信社（傑克森·希利）

湯姆·漢克斯
- 飛進未來（賈許·巴斯金）※東京電視台版。
- 浩劫重生（查克·諾蘭德）
- 雲圖（扎克里 等）
- 警網（沛伯·史崔貝警探）※朝日電視台版。
- 電子情書（喬·“NY152”·福克斯）※影碟版。

#### 電影
- 千鈞一刻（英语：15 Minutes）（喬迪·沃索〈愛德華·賓斯〉）※日本電視台版。
- 回到17歲（37歲的麥克·歐唐諾〈馬修·派瑞〉）
- 少林寺十八銅人（英语：18 Bronzemen）（少潤）
- 300壯士：帝國崛起（錫利亞斯〈凱藍·莫維〉）
- 7500鬼航班（英语：7500 (film)）（麥可·魯茲曼機長〈卡洛·基茨林格〉）
- 真心英雄（傑克〈黎明〉）
- 半夜鬼上床（格林·蘭茨〈強尼·戴普〉）※富士電視台版。
- 千字遺言（辛傑大師〈克里夫·柯提斯〉）
- A.I.人工智慧（亨利·斯溫頓〈山姆·羅巴斯〉）※影碟版。
- 光頭神探賊狀元（黑貓〈許冠傑〉）
- 最佳拍檔之女皇密令（金剛〈許冠傑〉）
- 愛情招生處（英语：Admission (film)）（約翰·普雷斯曼〈保羅·路德〉）
- 美國風情畫（約翰·米爾納〈保羅·利·馬特（英语：Paul Le Mat）〉）※BD版。
- 不害臊的女孩（英语：An Impudent Girl）（傑基·卡斯坦）
- 神鬼追緝（英语：Art Heist）（布魯斯·沃克〈威廉·鮑德溫〉）
- 浴火赤子情（布萊恩·麥卡弗瑞〈威廉·鮑德溫〉）※朝日電視台版。
- 蝙蝠俠（迪克·格雷森／羅賓〈伯特·沃德〉）※影碟版。
- 阿比阿弟暢遊鬼門關（英语：Bill & Ted's Bogus Journey）（西奧多·“泰德”·羅根〈基努·李維〉）※影碟版。
- 蒙上你的眼：逃出巴塞隆納（埃斯特班神父〈李奧納多·斯巴拉利亞（英语：Leonardo Sbaraglia）〉）
- 黑駿馬（英语：Black Beauty (1994 film)）（黑駿馬〈艾倫·康明〉）
- 刀鋒悍將（塔肯頓〈寇克·巴茲（英语：Kirk Baltz）〉）
- 凶線（法蘭克·多納休）※TBS版。
- 十月圍城（秦少白〈梁家輝〉）
- BJ有喜（傑克·貴特〈派屈克·丹普西〉）
- 穿風信子藍的少女（英语：Brush with Fate）（約翰尼斯·維梅爾）
- 喋血街頭（阿B〈梁朝偉〉）
- 子彈列車（長老〈真田廣之〉[215]）
- 神龍小虎闖江湖（小金龍〈梁小龍〉）
- 神采飛揚（吉姆·道吉〈法蘭克·華利（英语：Frank Whaley）〉）
- 恐怖攻擊（尼克·福斯〈提姆·羅賓斯〉）
- 超級終結者（英语：Class of 1999）（科迪·卡爾普〈布拉德利·格雷格（英语：Bradley Gregg）〉）※影碟版。
- 魔繭（英语：Cocoon (film)）（傑克·邦納〈史提夫·賈騰柏格〉）
- 魔繭續集（英语：Cocoon: The Return）（傑克·邦納〈史提夫·賈騰柏格〉）※朝日電視台版。
- 魔精2（英语：Critters 2: The Main Course）（衛斯理〈湯姆·霍奇斯（英语：Tom Hodges (actor)）〉）
- 終極戰士（英语：DNA (1997 film)）（阿什·馬丁利〈馬克·德可斯可〉）※東京電視台版。
- 杜立德（唐·卡彭特里諾〈大衛·夏科夫（英语：David Sheinkopf）〉[216]）
- 龍拳（南新〈金榮一（英语：Eagle Han-ying）〉）※富士電視台版。
- 勇者無懼（莫羌〈元彪〉）※劇院公映版。
- 柔順的地球女孩（英语：Earth Girls Are Easy）（馬克〈傑夫·高布倫〉）
- 追情殺手（米奇·希勒〈比利·坎貝爾〉）※東京電視台版。
- 壓力之下逃脫（英语：Escape Under Pressure）（克勞利〈哈里·範·高昆（英语：Harry Van Gorkum）〉）
- 大開眼戒（尼克·南丁格爾〈陶德·菲爾德〉）
- 歡樂五福星（朱）
- 硫磺島的英雄們（詹姆斯·布拉德利〈湯瑪士·麥卡錫〉）
- 真愛無韁（英语：Flicka）（羅伯·麥克勞克林〈提姆·麥克羅〉）
- 跟蹤（科布〈艾力克斯·霍〉）
- 渾身是勁（威拉德·休伊特〈基斯·潘（英语：Chris Penn）〉）※富士電視台版。
- 四個朋友（英语：Four Friends (1981 film)）（路易·卡納漢〈里德·伯尼〉）※日本電視台版。
- 法蘭克與蘿拉（英语：Frank & Lola）（艾倫·拉森〈麥克·恩奎斯特〉）
- 十三號星期五4（英语：Friday the 13th: The Final Chapter）（保羅）
- 我的好野女友（英语：Friends with Money）（馬特〈格雷格·格曼〉）
- 星際大爭霸1980（阿波羅上尉〈理查·海契（英语：Richard Hatch (actor)）〉）※BD版。
- 賭神（高進〈周潤發〉）※VHS版。
- 雙子殺手（克萊頓·“克萊”·瓦里斯〈克萊夫·歐文〉[217]）
- 天軍（英语：Heaven's Soldiers）（李舜臣〈朴重勳〉）
- 養鬼吃人：直闖地獄（約瑟夫·“喬”·索恩警探〈克萊格·謝菲爾〉）
- 幻影特攻（溫得高〈鄭伊健〉）
- 恐怖蠟像館（包／文森·辛克萊〈布萊恩·范·霍特〉）
- 獵與殺（英语：Hunt to Kill）（邦克斯〈吉爾·貝羅斯〉）
- 我真的愛死你（英语：I Love You to Death）（馬龍·詹姆斯〈基努·李維〉）
- 五行終結者（英语：Invincible (2001 TV film)）（麥可·傅〈文峰〉）
- 侏羅紀世界：統霸天下（路易斯·道森〈坎貝爾·史考特〉[218]）
- 小鬼當道（英语：Kid (1990 film)）（基德〈C·湯瑪斯·哈威爾〉）※VHS版。
- 再一次接觸（菲利普）
- 家庭教師（英语：La cosa buffa）（安東尼奧〈詹尼·莫藍帝（英语：Gianni Morandi）〉）
- 金法尤物
- 傻瓜假期（英语：Les Sous-doués en vacance）（傑拉德·勒諾爾曼（英语：Gérard Lenorman）[注 9]、史蒂芬）
- 騙子的月亮（英语：Liar's Moon）（傑克·鄧肯〈麥特·狄倫〉）※電視播出版。
- 緊急搜捕令（厄靈頓·“厄爾”·史密斯〈費爾頓·派瑞（英语：Felton Perry）〉）※朝日電視台版。
- 桃色第三情（英语：Miami Rhapsody）（馬特〈吉爾·貝羅斯〉）
- 火星任務（尼古拉斯·“尼克”·威利斯〈卡萬·史密斯〉）
- 真人快打（魔蠍（英语：Scorpion (Mortal Kombat)）〈真田廣之〉[219]）
- 花木蘭（董勇將軍〈甄子丹〉[220]）
- 現代灰姑娘（威廉·“比爾”·蒙蒂霍〈文森·唐諾佛利歐〉）
- 赤裸羔羊（鐵男〈任達華〉）
- 霹靂煞（馬可〈尚-雨果·安格拉（英语：Jean-Hugues Anglade）〉）※日本電視台版。
- 飯飯之交（阿爾文·富蘭克林〈凱文·克萊〉）
- 新娘百分百（威廉·薩克〈休·葛蘭〉）※日本電視台版。
- 重返校園（英语：Old School (2003 film)）（迪恩·戈登·“起司”·普里查德〈傑瑞米·皮文〉）
- 鴻運當頭（英语：Opportunity Knocks (film)）（盧）
- 愛要有你才完美（英语：People Places Things）（威爾·亨利〈傑梅奈·克萊門特〉）
- 歡樂谷（比爾·強森〈傑夫·丹尼爾〉）
- 舞會大驚魂（英语：Prom Night (1980 film)）（尼克·麥克布萊德）
- 雨人（查爾斯·“查理”·巴比特〈湯姆·克魯斯〉 ※機內上映版[221][222]。
- 流行教母（英语：Raising Helen）（丹·帕克牧師〈約翰·科貝特〉）
- 衝擊之路（英语：Reservation Road）（德懷特·阿諾〈馬克·盧法洛〉）
- 菜鳥大反攻3（英语：Revenge of the Nerds III: The Next Generation）（史丹利·哈維·“史丹”·蓋博〈泰德·麥金利（英语：Ted McGinley）〉）
- 反恐特警組：十萬火急（英语：S.W.A.T.: Under Siege）（崔維斯·霍爾〈山姆·賈格〉）
- 驚聲尖叫3（馬克·肯凱德刑警〈派屈克·丹普西〉）
- 特種部隊：蛇眼之戰（盲人大師〈彼得·曼薩赫〉[223]）
- 白雪公主（好國王〈哈德里·福瑞澤〉[224]）
- 神鬼駭客：史諾登（柯賓·歐布萊恩〈萊斯·伊凡〉[225]）
- 他們的故事（英语：Some Kind of Wonderful (film)）（基斯·尼爾森〈艾瑞克·史托茲〉）
- 靈魂歌手（英语：Soul Man (film)）（戈登·布魯姆菲爾德〈艾利·格羅斯（英语：Arye Gross）〉）※TBS版。
- 烏龍特派員（英语：Special Correspondents）（弗蘭克·博納維爾〈艾瑞克·巴納〉）
- 天旋地幻（英语：Spun）（廚師〈米基·洛克〉）
- 快打旋風：春麗傳（元〈仇雲波〉）
- 超級瑪俐（伊吉〈費雪·史帝夫〉[226]）※影碟版。
- 坐立不安（法蘭克·曼德爾醫生〈烏多·基爾〉）※東京電視台版。
- 黑虎的眼淚（英语：Tears of the Black Tiger）（達姆）
- 十八歲之狼（魯伯特·“斯泰爾斯”·史蒂林斯基）
- 時空永恆的愛戀（威廉·瓊斯〈哈里遜·福特〉）
- 33：重生奇蹟（瑪利歐·塞普爾韋達〈安東尼奧·班德拉斯〉）
- 聖經：創世紀（英语：The Bible: In the Beginning...）（亞當〈麥可·帕克斯（英语：Michael Parks）〉）※日本電視台版（影碟收錄）。
- 變形怪體（英语：The Blob (1988 film)）（保羅·泰勒）
- 幽靈號恐怖車（約翰·諾里斯〈約翰·魯賓斯坦（英语：John Rubinstein）〉）※朝日電視台版。
- 亂世浮生（祖迪〈佛瑞斯·惠特克〉）
- 黑塔（華特·歐汀／黑衣人〈馬修·麥康納〉）
- 驚心交易（英语：The Deal (2005 film)）（湯姆·漢森〈克利斯汀·史萊特〉）
- 捐贈者（英语：The Donor）（比利·卡斯爾〈傑夫·溫考特〉）
- 老師不是人（喬·威利斯教練〈勞勃·派屈克〉）※影碟版。
- 摩登原始人（英语：The Flintstones (film)）（克利福德·范德凱夫〈凱爾·麥克拉蘭〉）
- 天后小助理（英语：The High Note）（馬克斯〈比爾·普曼〉）
- 幽靈終結者（英语：The Hitcher (1986 film)）（吉姆·哈爾西〈C·湯瑪斯·哈威爾〉）
- 三德和尚與舂米六（英语：The Iron-Fisted Monk）（舂米六〈洪金寶〉）
- 金牌特務：金士曼起源（美國大使〈史丹利·圖奇〉[227]）
- 降世神通：最後的氣宗（烈火國國王〈克里夫·柯提斯〉）
- 星際戰士（英语：The Last Starfighter）（亞歷克斯·羅根）
- 洗鈔事務所（拉蒙·馮賽卡〈安東尼奧·班德拉斯〉）
- 海上鋼琴師（傑利·羅爾·莫頓〈克蘭倫斯·威廉斯三世（英语：Clarence Williams III）〉[228]）※BD版。
- 浩氣蓋山河（坦克雷迪·法爾科內里〈亞蘭·德倫〉）※朝日電視台新錄製版。
- 姻緣搭錯線（英语：The Match Maker）（肖恩·凱利〈大衛·歐哈洛（英语：David O'Hara）〉）
- 神話（南宮彥將軍〈邵兵〉）
- 天生好手（英语：The Natural (film)）（羅伊·霍布斯〈勞勃·瑞福〉）※影碟版。
- 救世主（蓋勃瑞·“蓋布”·羅／蓋勃瑞·宇羅／羅尼斯〈李連杰〉）※影碟版。
- 小教父（史蒂夫·蘭德爾〈湯姆·克魯斯〉）※富士電視台版。
- 羅斯瑪麗的殺手（英语：The Prowler (1981 film)）（保羅〈布萊恩·英格倫〉）
- 寂靜殺機（保羅·迪爾〈馬丁·唐納文〉）
- 霹靂神偷（英语：The Real McCoy (film)）（J·T·貝克.〈方·基墨〉）※影碟版。
- 洛基恐怖秀（布拉德·梅傑斯〈巴瑞·波斯威克（英语：Barry Bostwick）〉）
- 真善美（蓋歐格·馮·崔普艦長〈克里斯多夫·普拉瑪〉）※東京電視台版。
- 抓狂美術館（克里斯蒂安〈克萊斯·邦〉）
- 魔鬼先鋒2（英语：The Substitute 2: School's Out）（卡爾·托馬森〈崔特·威廉斯〉）
- 玩命快遞系列（法蘭克·馬丁〈傑森·史塔森〉）
  - 玩命快遞 ※朝日電視台新錄製版。
  - 玩命快遞2 ※朝日電視台版。
  - 玩命快遞3 ※朝日電視台版。
- 三個奶爸一個娃（英语：Three Men and a Baby）（傑克〈泰德·丹森〉）※VHS版。
- 雷霆戰士（英语：Thunder Warrior）（彼得）
- 時間線（奧利佛爵士〈麥可·辛〉）
- 古墓奇兵（理察·卡芙特勳爵〈多明尼克·魏斯特〉[229]）
- 從地心竄出（瓦倫汀·“瓦爾“·麥基〈凱文·貝肯〉）※朝日電視台版。
- 擅入（英语：Trespass (1992 film)）（唐·佩里〈威廉·湯瑪斯·桑德勒〉）
- 兩分鐘警告（英语：Two-Minute Warning）（麥克·拉姆齊〈鮑·布里吉〉）※朝日電視台版。
- 全面封鎖（埃里克·拉奇〈麥克·道格拉斯〉[230]）
- 真情赤子心（英语：Unstrung Heroes）（西德·利茲〈約翰·特托羅〉）
- 異形狂飆（英语：Watchers Reborn）（墨菲〈馬克·漢米爾〉）
- 魔蛛窟歷險（英语：Webs (film)）（狄恩〈李察·葛瑞柯（英语：Richard Grieco）〉）
- 當哈利碰上莎莉（哈里·伯恩斯〈比利·克里斯托〉）※影碟版。
- 野東西（雷·杜克〈凱文·貝肯〉）※朝日電視台版。
- 飆風戰警（阿特姆斯·戈登／尤利西斯·格蘭特〈凱文·克萊〉[231]）※影碟版。
- 出神入化（英语：Young Sherlock Holmes）（達德利〈厄爾·羅德斯（英语：Earl Rhodes）〉）※機內上映版。
- 迷走星球（爸爸〈提姆·羅賓斯〉）※劇院公映版。

#### 電視影集
- 24反恐任務 (第2季)（馬克斯〈湯瑪斯·柯瑞奇曼〉）
- 敵友難辨（英语：A Spy Among Friends）（金·費爾比〈蓋·皮爾斯〉[232]）
- 飛離航道（英语：Air America (TV series)）（亨利·史坦利）
- 艾莉的異想世界 (第5季)（麥可·沃克）
- 絕命律師（霍華德·漢姆林〈派翠克·法比安〉）
- 尋骨線索 (第5季)（保羅·利德納博士〈伊隆·戈爾德（英语：Elon Gold）〉）
- 小淘氣看世界（英语：Boy Meets World）（艾倫·馬修斯〈威廉·魯斯（英语：William Russ）〉）
  - 蕾蕾看世界（艾倫·馬修斯〈威廉·魯斯〉）
- 魔法奇兵（德古拉伯爵）
- 蟲蟲危機（英语：Bugs (TV series)）（羅蘭）
- 鐵證懸案 (第4季)（拉蒙·德爾加多〈布魯諾·坎波斯〉）
- 美女上錯身 (第6季)（利亞姆·馬修斯〈瑞克·史普林菲爾（英语：Rick Springfield）〉）
- 正南方 (第1季)（加里·雷德菲爾德）
- 福爾摩斯與華生（邁克羅夫特·福爾摩斯〈萊斯·伊凡〉）
- 戰地神探 (第8季)（伊恩·伍德黑德爵士）
- 黑洞頻率（喬·赫利執事〈肯內特·米歇爾〉）
- 六人行（帕克〈亞歷·鮑德溫〉）
- 同妻俱樂部（尼克·史寇〈彼得·蓋勒〉）
- 哈利法克斯：報應（英语：Halifax: Retribution）（本·塞勒〈克里格·霍爾（英语：Craig Hall (actor)）〉）
- 白沙（沃納）
- 黑森林連環失蹤殺人案（法蘭茲·阿格蘭〈傑奇·卡尤〉）
- 悲慘世界（尚·萬強〈多明尼克·魏斯特〉[233]）
- 彌賽亞（約翰·楊格〈德莫·麥隆尼〉）
- 邁阿密風雲
  - 第1季（邦佐·巴瑞）
  - 第2季（班·多克斯〈弗里茨·布羅納〉、大衛）
  - 第4季（大衛·麥克林）
- 珍·瑪波 (第4季)「黑麥奇案」（尼爾探長〈馬修·麥費狄恩〉）
- 重返犯罪現場（里洛伊·賈斯羅·吉布斯〈馬克·漢蒙〉）※Dlife版。
- 重返犯罪現場：紐奧良（里洛伊·賈斯羅·吉布斯〈馬克·漢蒙〉）
- 佩佩·丹尼斯（英语：Pepper Dennis）（柯蒂斯·威爾遜〈亨利·西蒙斯〉）
- 重案真凶（英语：Prime Suspect）（肖恩·菲利普斯）
- 三國演義（關興）※NHK-BS2版。
- 失嬰記（英语：Rosemary's Baby (miniseries)）（羅曼·卡斯特維特〈傑森·艾塞克〉）
- 魔法少女薩琳娜（英语：Sabrina the Teenage Witch (1996 TV series)）（哈里遜）
- 天蠍行動 (第2季)（肯尼斯·“肯”·多德〈傑夫·法赫〉）
- 尖叫女王（魏斯·嘉納〈第2代日語配音／奧利弗·哈德森〉）
- 舊案尋兇 (第2季)（鄭道亨〈鄭進永〉）
- 福爾摩斯探案「吸血鬼探案」（麥可）
- 城市大贏家 (第5、6季)（查理·克勞福德〈查理·辛〉）
- 超自然檔案（路西法〈第2代日語配音〉）
- 墮落街傳奇 (第3季)（英语：The Deuce (TV series)）（漢克·賈菲〈寇瑞·史托爾〉[234]）
- 霹靂超人（東尼·維利卡納〈麥可·派瑞〉、厄尼〈吳順泰（英语：Soon-tek Oh）〉）
- 甘迺迪家族（英语：The Kennedys (miniseries)）（約翰·F·甘迺迪〈葛雷·肯尼爾〉）
- 超感警探（第1季：蘭德爾·福克、第5季：迪爾瑪）
- 外星界限（英语：The Outer Limits (1995 TV series)）（凱因〈丹拿·艾殊布祿（英语：Dana Ashbrook）〉）
- 聖殿風雲（英语：The Pillars of the Earth (miniseries)）（菲利普〈馬修·麥費狄恩〉）
- 代班（英语：The Replacement (TV series)）（大衛·沃諾克〈道格瑞·史考特〉）
- 住院醫師 (第5季)（伊恩·蘇利文〈安德魯·麥卡錫〉）
- 陰陽魔界（第1季：亨利·弗朗西斯·“洛基”·瓦倫丁〈拉瑞·布萊登（英语：Larry Blyden）〉、第2季：亞當·格蘭特〈丹尼斯·威佛（英语：Dennis Weaver）〉）
- X檔案（萊爾·帕克）
- 原野飆龍 (第1季)（英语：The Young Riders）（卡利〈羅伯·埃斯特斯〉）
- 這個英格蘭（英语：This England (TV series)）（鮑里斯·強森〈肯尼斯·布萊納〉[235]）
- 和你在一起（王）
- 一生兩次（英语：Twice in a Lifetime (TV series)）（賴德先生〈艾登·狄凡（英语：Aidan Devine）〉）
- 男人兩個半（查理·哈珀〈查理·辛〉）
- 淘氣雙子星（英语：Two of a Kind (U.S. TV series)）（亞歷克斯）
- 勝利大決戰（查爾斯〈杜肯·瑞吉（英语：Duncan Regehr）〉）※VHS版。
- 警探維斯廷（英语：Wisting (TV series)）系列（威廉·維斯廷〈斯帆·諾丁（英语：Sven Nordin）〉[236]）
  - 警探維斯廷
  - 警探維斯廷 (第2季)
- 密諜夥伴（英语：X Company）（鄧肯·辛克萊〈休·狄龍〉）

#### 動畫
- 探險活寶（2013年，派對帕特）
- 我是格魯特（2023年，觀察者）
- 阿尼正傳系列（爸爸）
- 未來小子（2007年，未來的路易）
- 彼得潘：尋找永不書（虎克船長）
- 惡靈古堡：無盡闇黑（葛拉漢總統[237]）
- RWBY（奧茲平[238]）
- 魔法之屋（英语：The House of Magic）（勞倫斯爺爺）
- 鐵巨人（2000年，迪恩·麥克平[239]）
- 小美人魚 （1991年，艾瑞克）
- 小美人魚2：重返大海（艾瑞克）
- 變形金剛系列
  - 變形金剛：領袖的挑戰（微天星）
  - 變形金剛：賽博坦大戰三部曲（馬格斯[240]）
- 無限可能：假如…？（全3季）（2021年—2024年，觀察者[241]、卡西利亞斯（英语：Kaecilius））

#### 旁白
- 動物搞笑影片秀（主持人基根-麥可·奇&動物）
- 世界最想上的課（日语：世界一受けたい授業）（動物學者大衛·哈姆林的解說）
- 世界整個How Much（日语：世界まるごとHOWマッチ）（出題VTR的外國人）
- BS世界的紀錄片（日语：BS世界のドキュメンタリー）
  - 拯救羅浮宮的人（2016年，雅克·喬賈德（英语：Jacques Jaujard））
  - 普丁專訪（2018年，普丁）
  - 「最後的革命家」勞爾·卡斯楚（2022年）
- 矽谷狂想曲（2019年，詹姆斯、巴克斯代爾〈布萊德利·惠特福〉） [242]
- 翩翩起舞（英语：Move (TV series)）（2020年，奧哈德·納哈林（希伯来语：אוהד נהרין））
- 建築師之家 北歐建築師設計的幸福家園（2021年，馬克·艾西特）
- 匿名Q風暴（英语：Q Into the Storm）（2021年）[243]
- 地球戲劇性（日语：地球ドラマチック） 「別讓大鴇滅絕！ ～守護者的挑戰～」（2021年）
- 決戰時裝伸展台 (第19季)（2022年，湯美·希爾弗格）
- 穿越蘇格蘭鄉村的微型鐵路探險（2022年—2023年，飾 勞倫斯）[244]

#### 人偶劇
- 雷鳥神機隊55/GOGO（日语：サンダーバード55/GoGo）（阿洛伊修斯·帕克）

### CD

#### 廣播劇CD
- 天使夜未眠（日语：アーシアン）（影艷）4作品[系列 28]
- Are you Alice？系列（柴郡貓）
- Ai Death Gun（日语：Ai Death Gun デスガンラジオ#ドラマCD）系列（卡馬爾·水沼·信）6作品[系列 29]
- （前野健一郎）
- 青春鐵道（日语：青春鉄道）（秩父鐵道）
- 與魔鬼共舞（聖日耳曼伯爵）
- 魔鬼的秘密（巴爾德雷）
- 阿佐谷Zippy（日语：阿佐ヶ谷Zippy）（甲斐史虎）
- 亞未！NONSTOP（日语：亜未!ノンストップ）（御形克己）2作品[系列 30]
- 前世今生（佛瑞斯多）2作品[系列 31]
- 星座宮神話 ～神話星座宮～（日语：アリーズ）（冥王）2作品[系列 32]
- 亞爾斯蘭戰記（達龍）4作品[系列 33]
- INFERIUS惑星戰史外傳 CONDITION GREEN（日语：インフェリウス惑星戦史外伝 CONDITION GREEN）（韋爾德·亨塔斯）
- Vie Durant（日语：Vie Durant）系列（瓦伊）7作品[系列 34]
- AR ～another epilogue～（日语：AR 〜忘れられた夏〜）系列（鍬谷拳）3作品[系列 35]
- 永遠的野原（日语：永遠の野原）（柳良次）3作品[系列 36]
- X 角色檔案6（麒飼遊人）
- EDEN 205（米勒）
- EMERALD DRAGON（日语：エメラルドドラゴン）廣播劇系列 Vol.1—Vol.5（哈斯拉姆）5作品
- 王子殿下Lv1（日语：王子さまLV1）（里格納姆·盧修斯）2作品[系列 37]
- 王都妖奇譚（日语：王都妖奇譚）系列（安倍晴明）4作品[系列 38]
- （阿什利·克里·埃文斯）
- 爸爸！千夏與巴的情況（紫之宮涼）
- 來自遠方 vol.1—3、vol.5—6（肯莫斯）5作品
- KI-FOMM 第1卷（閨谷鷹藏）
- 鬼哭街 反魂劍鬼（孔濤羅）
- 旭日艦隊（日语：旭日の艦隊） -The Fleet Rising Sun-（間新六）
- 星際再生緣（日语：キラリティー (漫画)）（卡蘿）
- 古希臘羅馬神話9 Argo遠征隊（伊阿宋）
- 碧藍幻想「救國的忠騎士」導演剪輯版（2016年，齊格飛）
- 黑色鬱金香（日语：黒いチューリップ (漫画)）（旁白）2作品[系列 39]
- Keroro軍曹 宇宙中最緊張的CD第4卷（雷靈）
- 源氏（日语：源氏 (漫画)）（源義經）
- 自稱賢者弟子的賢者（蘇萊曼、艾森法多）
- 愛人是守護靈!?（日语：水縞とおる） 形象專輯（光翔）
- 紅茶王子（日语：紅茶王子）（吉岡奈子的父親）
- 夢回綠園（蓮川一弘）6作品[系列 40]
- GOGO我們（井上岳）
- 秋櫻之空 ～水面的春姬～（真田武彥）
- （樹王君）
- 彩雲國物語（紅黎深）
- 最終神話戰爭伊特奧佩拉 原創廣播劇CD 第3章 光輝的悠遠女神（拉）
- G奇幻漫畫CD精選 聖火降魔錄 暗黑龍與光之劍（卡繆（日语：カミュ (ファイアーエムブレム)））
- 夏洛克·福爾摩斯系列：巴斯克維爾的獵犬（亨利·巴斯克維爾爵士）
- 光明與黑暗續戰篇EXA（日语：シャイニング・フォース イクサ） 廣播劇CD（加德法爾）
- 新宿Guardian系列（上杉景一郎）4作品[系列 41]
- 系列（本龍馬）3作品[系列 42]
- 校園迷糊大王（澤近愛理的父親）
- 少年偵探 ～推理之絆～ 即使那些日子也很珍貴（鳴海清隆）
- 西洋骨董洋子店系列（小早川千影）4作品
- 7SEEDS（百舌戶要）3作品[系列 43]
- ZERO ZANY.（首吊り）2作品
- 戰國武友傳 貳之卷 ～光芒之絆～（明智光秀）
- 赤河戀影（凱爾·穆爾西里）
  - 赤河戀影 正篇—8作品
  - 赤河戀影 聲音劇場 番外篇 -奇克力的一天-
- 對決5 井上和彥 V 內海賢二 -我與吉娃娃-（戴克）
- 月亮與茉莉花系列（曹火鳥）2作品[系列 44]
- （榊晃介）
- TWIN SIGNAL（羯磨）
- 幻想傳奇（庫拉斯·F·雷斯塔）
  - 幻想傳奇 廣播劇CD—3作品
  - 幻想傳奇 Anthology—2作品
  - 幻想傳奇 THE ANIMATION—6作品[系列 45]
  - 幻想傳奇 Chara Talk CD ～PANIC WORLD～（暫）
  - 幻想傳奇 變裝迷宮（日语：テイルズ オブ ファンタジア なりきりダンジョン）—2作品[系列 46]
- 謎狐怪童（日语：ディスコミュニケーション）（香坂彰治）
- 電影少女 集英社CD書（新舞貴志）
- 天才家庭公司（日语：天才ファミリー・カンパニー）（田中莊介）
- （乙姬）
- 純愛手札 啟程之詩 so long ～館林見晴～（田宮老師）
- 夏空獨白 原創廣播劇CD（浅浪皓）
- 夏目友人帳（貓咪老師／斑）
- 撫子事務所!!（日语：ナデプロ!!）（井上俊幸）
- 彩虹王子（日语：虹色の王子様） 廣播劇CD 第1卷（篠崎恭司）
- 彩虹世紀雪拉音（川崎翔人）
- 婆娑羅（朱理）2作品[系列 47]
- High school aura buster（日语：ハイスクール・オーラバスター）（鷹木文彥／勝呂）
- （椿勘兵衛）
- BANANA FISH（奧村英二）3作品
- 遙遠時空系列（橘友雅、翡翠、梶原景時、風早）
- 吊帶襪天使 THE WORST ALBUM 「Cherry Corrida」（德米特里·赫爾欽科夫）
- BE HAPPY！ ～常盤家的人們～（常盤進）
- 維他命X（日语：VitaminX）系列（鳳晃司）11作品[系列 48]
- 歡迎來到秘密的俱樂部！（黑崎志信）
- 百鬼夜行抄（青嵐／飯嶋孝弘）
- 礦石妖精（帽匠&管家）[注 10]
- 夢幻之星 ～被封印的記憶～ 廣播劇CD&粉絲書（斯林）
- FOOKIES（日语：FOOKIES）系列（青柳修人）
- 封殺鬼（日语：封殺鬼）系列（知德）7作品[系列 49]
- Black_Matrix 00 Vol.1 慟哭的爪痕（約翰）
- BROTHERS（日语：BROTHERS）（赤井恭平）
- Fragrance Tale系列（蘇依特）2作品[系列 50]
- 妹妹戀人（結城俊平）
- 小書痴的下剋上：為了成為圖書管理員不擇手段！ 廣播劇CD3—10（齊爾維斯特）8作品
- 黑白少年少女（上總）
- 藥師寺涼子怪奇事件簿（泉田準一郎）
- 出雲傳奇（日语：八雲立つ） 新音盤物語（邑見真前）
- 龍的溫柔殺伐 外傳（風之長老風暴梅西耶）
- 結城正美文化學院 鐵腕女警 CD電影院特別版 文化學校特別篇 三大博士地球最大決戰（原田恭平）
- 妖魔封印系列（拉澤爾）4作品[系列 51]
- 四娘物語 ～在雪融化之前～（公共澡堂男性A）
- Radical Hospital（日语：ラディカル・ホスピタル）（瀧澤秀則）
- 雷曼戰隊Takanashi Ranger（小鳥遊一二三／長官）
- 我成為CD的理由 龍三郎做音樂劇。（日语：龍三郎シリーズ）（澀澤龍之介）
- 浪客劍心（相樂總三）
- Legendz Spiritual Best Songs（白龍）3作品[系列 52]
- 狂野歷險 Advanced 3rd（日语：ワイルドアームズ アドヴァンスドサード） 原創廣播劇（克萊夫）
- Messiah（日语：メサイア・プロジェクト#ドラマCD）（一嶋晴海）2作品[系列 53]

#### 少女情境CD
- （森修一）
- 他們會在閉門後審問你CD（橘優一朗）2作品[系列 54]
- 雨枕二期 二葉（二葉）
- - （壬生之哉）
  - （壬生之哉）
  - （壬生之哉）
  - （片倉慶）
- （月村恭一郎）
- 成·人·限定 看病CD KarteIII（桐生誠一郎）
- 官能昔話（日语：官能昔話）系列（導遊 等）14作品[系列 55]
- KISS×KISS collections Vol.30（我孫子圭一）
- 禁斷♥放學後的戀人 ～兩人的課程～（都賀井滋）
- 月刊英雄圖鑑 黑盤（拿破崙）
  - 月刊英雄圖鑑 白盤[注 11]
- 月刊男前圖鑑 老師篇 黑盤（保健醫生）
  - 月刊男前圖鑑 老師篇 白盤[注 11]
- 月刊男前圖鑑系列特別篇 月刊光源氏圖鑑 百合篇 白百合盤（光源氏）
  - 月刊光源氏圖鑑 百合篇 紅百合盤[注 11]
- 週刊陪睡CD系列 vol.10（悠生）
- 新撰組 勿忘草系列（近藤勇）3作品[系列 56]
- （湯瀨龍之介）
- （年上旦那·淡路真一）
- （業主）
- （藍田宗之）
- （執事）
- 數羊晚安系列 Vol.11 
- 妄想美容V（十岐多爽紫）
- Last Choice（堀田啓輔）
- LOVERS ONLY4 只盯著你（理查德·德·巴比爾伯爵）
- Love★Sweets vol.3

#### BLCD
- （斑目幸司）2作品[系列 57]
- （本田俊二）
- 愛與欲望的金融街（林秀幸）
- 魔鬼的秘密（瓦爾德雷）
- 分析師的憂鬱系列（林秀幸）3作品[系列 58]
- 葵瞳（萊昂哈特·卡普拉）
- 遠離伊甸園3 （冰山三紀彥）
- N大附屬醫院系列（青木克己）2作品[系列 59]
- Angel's Feather（日语：Angel's Feather）系列（若林怜夜）5作品[系列 60]
- 大人與小孩的境界線（高須）
  - 喜歡與討厭的境界線
- （佐伯良二）
- （一之瀬八郎）
- 過激系列（統摩）5作品[系列 61]
- （矢崎喬之）
- 熱量 ～卡路里～（柏木潤）
- （杉浦秋彥）
- （酉島森生）
- 銀行員系列（林秀幸）
  - 3點鐘的愛
  - 3點鐘的愛II ～來自5點10分鐘的愛情課程～
  - 3點鐘的愛III ～8點50分，來自愛的決戰～
  - 午夜0點，愛的私語
  - 從8點半開始墜入愛河
- 魔鬼教師方程式（日语：腐った教師の方程式）（柴田雅美）5作品[系列 62]
- （大辻司郎）2作品[系列 63]
- 萬有引力系列（由貴瑛里）
  - 萬有引力 Sound Story—3作品
  - 萬有引力 廣播劇CD—3作品
  - 萬有引力 有聲漫畫—2作品
- （塔谷理人）
- 月齡15系列（円城胡堂）2作品[系列 64]
- 琴姬大人、亂心（平泉若葉）
- 系列（瀨津）3作品[系列 65]
- 我被這樣的上司騙了2（白兼恒彦）
- 最強的傢伙們（神代恭也）
- 停駐你的心門！（日语：最後のドアを閉めろ!）（本田俊二）2作品[系列 66]
- 幸福的等級系列（葉月凪）3作品
- 幸福就是這樣來的（志賀）
- GP學園學生會執行部（日语：GP学園生徒会執行部）系列（五十嵐五朗）
  - GP學園情報處理部2
  - GP學園學生會執行部
- 純情系列（柳生流一郎）3作品[系列 67]
- 純情恐怖主義者（宮城庸）
  - 純情恐怖主義者—2作品
  - 純情自我論
  - 純情羅曼史—3作品[系列 68]
  - 純愛自我論（田中）
- 小兒科醫院系列（神代恭也）2作品[系列 69]
- SILVER CHAOS（日语：SILVER CHAOS） ～無盡的旅程～（拉格希爾）
- 素人不良少年♂危機一發!!（社長）
- 白色的彼方（淺田崇文）
- 傑拉德與傑克（日语：ジェラールとジャック）（阿馬爾里克）
- 世紀末★達令（日语：世紀末★ダーリン）（高杉洋一郎）
- （柚木心平）
- 這就是愛吧（本橋藍）2作品[系列 70]
- 託生同學系列（日语：タクミくんシリーズ）（崎義一）15作品[系列 71]
- （長岡信乃）
- 罪系列（槙原）4作品[系列 72]
- （吉川夏威）
- TOMOI II（薩伊德）
- （襟川由樹）
- 新妻日記系列（橘祐一郎）2作品[系列 73]
- （南部大河）
- 眷戀你的溫柔（黑田）
- 裸執事（日语：裸執事）廣播劇CD 鬼魂島之夜 ～鎮怪奇!? 沉睡在無人島上鬼的傳說～（佐久間恭一）
- 擁抱春天的羅曼史（日语：春を抱いていた）（佐和渚）2作品[系列 74]
- 美貌的侯爵閣下（水咲鷹臣）
- 110號是系列（芥川尊光）2作品[系列 75]
- 百日薔薇（日语：百日の薔薇）（克勞斯·馮·沃爾夫施塔特）
- 平八郎天下御免（山沖慎）
- FAKE（日语：FAKE (漫画)） -Final Act-（雷歐）
- 演員小姐系列（深沢優治）15作品[系列 76]
- （藤原聰明）
- 心驚肉跳系列（日语：胸さわぎシリーズ）（西尾冬貴）6作品[系列 77]
- 指尖的愛（山下一）
- （亞歷克斯·里奇曼）
- 梨園的貴公子（尾上淺蔥）
- Refine -Characters Refine-（亞歷克斯王子）
- （水千寺京吾）
- Wild rock（尤尼）

#### 廣播、對談CD
- 阿松第2期
- 夢回綠園放送局 DJ Special ～ON AIR Ver.
- 純情羅曼史網路廣播第3卷
- 新個人對談CD3
- SUPER SASAI BROTHERS ～RADIO JAM～
- 新羅曼史Paradise 遙遠時空（3）
- 裸執事（日语：裸執事）de裸電台 第1發
- BL內幕SPECIAL Part.4
- Radio Talk 新羅曼史 Paradise Cure！
- Ruby文庫（日语：角川ルビー文庫）創刊17週年博覽會 Ruby Station（Version A、Version B)
- Ruby文庫創刊18週年博覽會 Ruby Station（Version A、Version B)
- Ruby文庫創刊19週年博覽會 Ruby Station（Version A、Version B)

#### 其它
- [245]

### 卡式錄音帶
- （大鳳吼）2作品
- （崎義一）（松本保典版）
- 前往星星的船（日语：星へ行く船）（大澤善行）

### 有聲書
- 名叫海賊的男人（日语：海賊とよばれた男） [246][注 12]
- 銀河英雄傳說 外傳 尤里安的伊謝爾倫日記（達斯提·亞典波羅）
- 極上voice Methods『被討厭的勇氣（日语：嫌われる勇気）』 [247][248][注 13]
- 極上voice Methods『幸福的勇氣』[249][250][注 13]
- 寂聽 源氏物語[251]
- 小說 Fukushima 50[252]
- 一個都不留 [253]
- 杜子春[254]
- [255]
- 數羊[256]

### 數位漫畫
- VOMIC 火影忍者（旗木卡卡西）
- 「魔法水果籃」音頻漫畫DVD ～又是出發的日子～（2012年，草摩羽鳥）[注 14]

### 特攝影集
- SF劇場 猴子軍團（日语：SFドラマ 猿の軍団）（蒙塔）（1974年，野猴管理員兒子羅姆的聲音）
- 傑拉姆2（1994年，鮑伯的聲音）
- 人造人間電腦黑魔（1995年，米迦勒的聲音）
- BIT BULLET（日语：ビットバレット）（2008年，柳澤和彥、旁白）
- 呀〈KIBA〉～暗黑騎士鎧傳～（2011年，風雲騎士波怒的聲音）
- 超級戰隊系列
  - 動物戰隊獸王者（2016年—2017年，吉涅斯的聲音[257]）—電視系列 + 電影
  - 暴太郎戰隊Don Brothers（2022年，田所新造[258]）
- 假面騎士REVICE（2022年，基夫的聲音[259]）

### 人偶劇
- 布丁布丁物語（日语：プリンプリン物語）
- （大竊賊）

### 廣告旁白
- 美國家庭保險公司（日语：アメリカンホーム保険会社）
- AMO「Contact One Step」
- 花王「merit」
- CAPCOM
  - 「快打旋風II」（1992年）
  - 「快打旋風II Turbo」（1993年）
  - 「超級快打旋風II」（1994年）
  - 「逆轉裁判4」（2007年）
- DATA EAST（1986年—1992年）
- 龜屋萬年堂（日语：亀屋万年堂）
- Kissei藥品工業（日语：キッセイ薬品工業）
- Kitchen Aqua Shot
- SUBARU
- The Best of Dragon Ash with Changes（日语：The Best of Dragon Ash with Changes）
- 新正（日语：ポピー (玩具メーカー)#新正工業（シンセイ））「美味大挑戰 究極的菜單三回勝負（日语：美味しんぼ 究極のメニュー三本勝負）」（1989年）
- 虎牌（約1986年4月—約2001年9月）
- 大發
- 大鵬藥品（日语：大鵬薬品工業）「TIOVITA DRINK」
- 東京瓦斯「環保型瓦斯暖風機」
- 豐田汽車「LEXUS」
- NISSAN「March」
- 博報堂
- 萬普
  - 「超級機器人大戰COMPACT2 第2部：宇宙激震篇（日语：スーパーロボット大戦COMPACT2）」（2000年）
  - 「超級機器人大戰MX」（2004年）
- 普里瑪火腿（日语：プリマハム）
- 布蘭迪（日语：味の素AGF）
- RICOH「凝膠噴射印表機」
- LAWSON
- 麥當勞
- 夕月（日语：夕月 (企業)）「竹輪」
- 丸大食品（日语：丸大食品）「世界忍者戰磁雷矢香腸」（1988年）
- 雪印食品（日语：雪印食品）
  - 「超力戰隊王連者香腸」（1995年）
  - 「激走戰隊車連者香腸」（1996年）
  - 「救急戰隊GoGo V香腸」（1999年）
- volvic
- KDDI（au） INFOBAR 2（日语：INFOBAR 2）
- WorkJam（日语：ワークジャム）「十字偵探物語（日语：クロス探偵物語）」（1999年）
- TAITO「蜘蛛人2」（2005年）
- LaLa（2017年）
- 吉野家（2021年）
- 大塚製藥「Calorie Mate」（2024年）

### 解說
- 一窺全世界！電視搜查隊（日语：世界まる見え!テレビ特捜部）（—2008年）[9]
- 大河綜藝！超近代史！（日语：さんま&所の大河バラエティ!超近現代史!人間は相変わらずアホか!?）[9]
- 瘋狂爆笑王（日语：爆笑問題のバク天!）
- 北野武的喜劇無敵猜謎（日语：ビートたけしのお笑いウルトラクイズ）[9]
- 「劇場版 火影忍者：慕留人」完全指南
- 機器勇士（日语：マシンロボ）（倍功夫篇玩具廣告解說）
- 太郎有理由（日语：理由ある太郎）[9]
- 拜託了！排行榜（日语：お願い!ランキング）[9]
- 挖掘！等等桑[9]
- 文化廳 工藝科技紀錄片「小森邦衛的漆藝」[9]
- IMAX雷射 簡介解說[260]
- 風味巡禮系列
  - 風味巡禮 ～從中國嚐遍全世界～（2018年，第8集）
  - 風味巡禮2 ～從中國嚐遍全世界～（2020年，第8集）
  - 風味巡禮3 ～品嚐大海的奇蹟～（2022年，第8集）
- 極線生機 預告片（2019年）[261]
- 事故調查小姐 ～天才天之教授的調查檔案～（日语：ミス・ジコチョー〜天才・天ノ教授の調査ファイル〜）（2019年）[262]
- 親眼見證！日本「球磨川的生活 ～熊本縣官世町一年來的暴雨紀錄～」[9]
- 週三旅遊（日语：旅する水曜日） 日本選秀之旅（2022年7月20日、27日）
- 萬人投票！終於揭曉！令和vs平成vs昭和動畫歌曲排行榜（2023年）
- 餐車大作戰！（日语：キッチンカー大作戦!）（2023年）
- 萬名國民參與真實投票！冰品大選（2023年）
- 今晚終於揭曉！令和、平成、昭和時代萬人最愛甜點排行榜（2023年）
- 日本人和外國人的對比！最愛的拉麵連鎖店排名（2024年）
- 荒蕪之地·應許之心 預告片（2024年）[263]

### 廣播節目
※記號表示網路廣播。
- RADIO PARAGON（1994年）
- 廣播 夏目友人帳
  - 廣播 夏目友人帳 ～秋之章～（2008年，音泉）※
  - 廣播 夏目友人帳 ～新・秋之章～（2011年，音泉）※
  - 廣播 劇場版 夏目友人帳 ～空蟬之章～（2018年，音泉）※
  - 廣播 夏目友人帳 ～詭異之章～（2020年—2021年，音泉）※[264]
- 文化放送獅子夜賽（日语：文化放送ライオンズナイター）特別篇 社長就任紀念 DJ島耕作的阿久悠請求遊行！（島耕作） 2008年6月13日
- 井上和彥的RADIO B（2009年—）※
- 井上和彥的PRINCE FACTORY（2011年—2012年，Radi友）※[265]
- 井上和彥的人生就是如此（2012年—2013年，Radi友）※[266]
- 電台大叔反派千金（2025年，超！A&G+）※

### 廣播劇
- 彬與瑛（階堂一麿）
- 火星黑暗民謠（格雷厄姆·班克斯）
- 下町火箭
  - 高第計畫篇～（貴船恒廣）
  - 鬼怪篇～（的場俊一）
  - 八咫烏篇～（的場俊一）
- BANANA FISH（奧村英二）

### 電視劇
- URAKARA 第12話—五代守的聲音
- Super Tuner／異能機關（2018年，WOWOW、TOKYO MX）—飾 山岡[267]
- 八州犯科帳（日语：フジテレビ土曜夜10時枠時代劇）
- 大河劇 豈有此理 ～蔦重繁華如夢故事～ 第14回 （2025年，NHK）—飾 奉行
- 惡靈貞子 第1回「封印已被打破」—飾 主持人

### 電視節目
- 世界整個How Much（日语：世界まるごとHOWマッチ）（聲音演出）
- 小知識之泉 ～精彩的無用知識～
  - 他在2006年4月26日播出的集數後半部分擔任副聲道旁白（為《美味大挑戰》中的山岡士郎配音）。他也曾在2006年5月31日播出的《小知識之泉》集數中露面，以測試哪位配音員最適合建築工地標誌牌上的角色。
- 趣味心跳！「一聲入魂！動畫配音學校」[268]（2015年，NHK教育）—第2回講師
- 森川先生的happy bo lucky（日语：森川さんのはっぴーぼーらっきー）（第四幕：2016年11月13日—12月18日，神奈川電視台）
- （TOKYO MX）
  - 第25回、第26回（2019年9月22日、29日）
  - 第232回、第233回（2023年10月1日、8日）
- 新年快樂！配音員大集合2020（2019年12月31日、2020年1月1日，NHK BS Premium）[269]
- 配音員們的真心話 井上和彥×堀內賢雄（2020年11月21日，家庭劇場（日语：ファミリー劇場））〈官方YouTube發佈、家庭劇場CLUB動畫發佈、電視播出〉）[注 15]
- 由Z世代配音演員選出！昭和時代動畫中50位出色的配音員！（2023年1月4日，朝日電視台）[271]
- 我的愚蠢狹隘史（日语：私のバカせまい史）（2023年5月4日，富士電視台）[注 16]
- 午餐派對！ ～週六輕鬆的家庭聚會～（日语：ひるパ!〜土曜はゆるっとホームパーティー〜）（2023年7月29日，東京電視台）[注 17]
- ＃87「人造人009」（2025年3月17日，BS-TBS）[注 18]

### 真人電影
- Messiah 彌赛亞 -深紅之章-（日语：メサイア -深紅ノ章-）（2015年10月）—飾 堤貴也

### 舞台、朗讀劇
- 音樂劇『飛吧！京濱吸血鬼（日语：飛べ!京浜ドラキュラ）』（蘋果劇場（日语：シアターアプル）、81 Produce，1982年12月）—飾 帝國
- 舞台『隔壁的守護神』（有限公司Dice，2008年2月，太陽購物中心劇院（日语：シアターサンモール）[275]）—撲克牌的聲音主人
- 音樂劇(博品館劇場，2010年3月、2012年10月）—飾 竹中總次郎
- 舞台『惡魔前來吹笛』（劇團HEROHERO-Q公司（日语：劇団ヘロヘロQカムパニー），2010年8月，前進座劇場（日语：前進座#前進座劇場））—飾 椿英輔[276]
- 舞台『究極！動畫店長DECADE ～頂上決戰!!!兄澤vs黑色animate！ 集結的9名戰士～（日语：アニメ店長）』（劇團HEROHERO-Q公司，2010年12月，天王洲島 銀河劇場（日语：天王洲 銀河劇場））—飾 德井崎榮曉[277]
- 音樂劇『但在未來的你在那裡』（RayNet，2013年8月，青山圓形劇場（日语：青山円形劇場））[278]
- 音樂朗讀劇『SOUND THETRE（日语：サウンドシアター） × 夏目友人帳 ～集結 音劇之章～』（SOUND THETRE，2013年9月，東京國際論壇A廳）—飾 貓咪老師、斑
- 舞台『Messiah -白銀之章-（日语：メサイア・プロジェクト#舞台版）』（2014年1月）—飾 堤貴也
- 舞台『夢幻之星Online2 -ON STAGE-（日语：ファンタシースターオンライン2のメディア一覧#舞台『ファンタシースターオンライン2 -ON STAGE-』）』（2014年12月）—飾 一之瀨
- 音樂朗讀劇『The ONE』（SOUND THEATRE，2015年3月、4月）—飾 睦奧宗光、土方歲三[279]
- 朗讀劇（2015年5月23日—24日，彩之國埼玉藝術劇場）—飾 哥頓（聲音演出）
- 音樂朗讀劇『SOUND THEATRE × 夏目友人帳 ～集結 音劇之章 再公演～』（SOUND THEATRE，2015年12月，舞濱圓形劇場）—飾 貓咪老師、斑
- 聲劇（聲劇和樂團，2015年12月，三得利音樂廳藍玫瑰廳）
- 朗讀劇『愛情狂想曲 Que Sera Sera』（2016年4月，MUSICASA）
- 音樂朗讀劇『Relic ～tale of the last ninja～』（Theatrical Live，2016年5月，品川恆星球大廳（日语：アクアパーク品川））—飾 高甚內[280]
- 舞台『Kanon（日语：カノン (手塚治虫の漫画)）』（劇團民話藝術座（日语：劇団民話芸術座），2016年8月，東京藝術劇場西劇院）—聲音演出
- 朗讀劇（2016年10月，光丘IMA（日语：光が丘IMA））—飾 高橋讓二[281]
- 舞台『CAFE PARADISE』（Office ENDLESS，2016年11月，銀座博品館劇場）—聲音演出[282]
- 音樂朗讀劇『Theatrical Live版 義經千本櫻（日语：義経千本桜）』（Theatrical Live，2017年5月，品川恆星球大廳）—飾 武藏坊辨慶
- 『神樂怪奇譚「棲」』（2017年8月15日，TheGLEE）—飾 泉鏡花
- 音樂朗讀劇『SOUND THEATRE × 夏目友人帳 ～音劇之章2018～』（SOUND THEATRE，2018年1月6日，東京國際論壇）—飾 貓咪老師、斑[283]
- 音樂朗讀劇『AnGeL fAlL』（Phero☆Men（日语：フェロ☆メン） Produce，2018年1月27日—28日，舞濱圓形劇場）—飾 羅伯特·達德利教授[284]
- 『神樂怪奇譚「棲」』再演（2018年3月2日，TheGLEE）—飾 泉鏡花[285]
- 朗讀劇×管弦樂團第3彈『Cendrillon』～仙履奇緣～（2018年7月6日—7日，調布市綠色大廳）—飾 阿爾提埃
- 音樂朗讀劇『VOICARION III 博多座聲音歌舞伎 ～信長之犬～』（2018年9月1日—2日，博多座）—飾 瑠璃丸[286]
- 『神樂怪奇譚「棲」』 再再演（2018年11月25日，THEGLEE）—飾 女人[287]
- 『東海道四谷怪談 外傳 謊言』（2019年2月2日—3日，白金高輪SELENE STUDIO（日语：白金高輪SELENE STUDIO））—飾 宅悅（2日）、若旦那（3日）[288]
- 舞台『盛宴』（西瓜糖，2019年5月18日—26日，下北澤The Suzunari（日语：下北沢ザ・スズナリ））—飾 邊見尚介[289]
- 音樂朗讀劇『VOICARION V grande ～GHOST CLUB～』（2019年6月30日，明治座）—飾 夏洛克·福爾摩斯[290]
- 音樂朗讀劇『VOICARION VI 博多座聲歌舞伎 ～信長之犬～（再演）』（2019年7月20日—21日，博多座）—飾 瑠璃丸[291]
- 音樂朗讀劇『SOUND THEATRE × 火色的文樂』（2019年10月5日—6日，舞濱圓形劇場）—飾 松永珠市 等[292]
- 現場閱讀（企劃團體Creare，2020年2月7日—8日，墨田Triphony音樂廳（日语：すみだトリフォニーホール））—聲音演出[293]
- 直播『殺信長的男人 ～本能寺之變431年的真相～』朗讀劇項目vol.1（2020年8月29日，線上發佈）[294]
- 音樂朗讀劇『VOICARION IX 帝國聲歌舞伎 信長之犬（再再演）』（2020年9月5日—8日、11日，帝國劇場）—飾 瑠璃丸、千利休[295]
- 美好的距離 -在風吹拂的這座城市短篇集- 第三章 「閱讀『LYNX reading』」（2020年9月23日—24日，本多劇場（日语：本多劇場））[296]
- 聲優朗読劇 VORLESEN 山形公演 ～最上騷動記～（2021年1月10日，山形市民會館）—飾 堀田清十郎[297]
- 音樂朗讀劇『VOICARION XI 御園座聲歌舞伎 ～信長之犬～（第4次公演、初演演出版）』（2021年1月30日—31日，御園座（日语：御園座））—飾 瑠璃丸
- 聲優朗読劇 VORLESEN 大阪公演 ～楠木正成～（2021年2月20日，Subaru Hall）—飾 楠木正成[298]
- READIC THEATER（2021年6月20日，Alternative Theatre）—飾 木下先生[299]
- 『神樂坂怪奇譚「棲」』體感型配信怪奇譚（2021年8月17日，線上發佈）—飾 泉鏡花[300]
- 『透過朗讀和能劇描繪的陰陽師和鬼的世界「幽玄朗讀舞 KANAWA」』（2021年9月3日—4日，銀座博品館劇場）—飾 安倍晴明[301]
- 『透過朗讀揭開謎底「亞森·羅蘋 ～啊，悲傷的怪盗紳士～」』（2021年10月20日，紀伊國屋音樂廳（日语：紀伊國屋ホール））—飾 亞森·羅蘋[302]
- 音樂朗讀劇『基督山恩仇記』（2021年11月10日，紀伊國屋音樂廳）—飾 艾德蒙·唐太斯[303]
- CHILL CHILL BOX 7th 朗讀劇『召喚IP！～社畜與VAMP～』（2021年11月23日，卡爾茨川崎）—飾 槙島多嘉緒[304]
- 狂言朗讀公演『狂言男師 響 ～宵之月【二人大名·棒縛】～』（2021年11月27日，藍塔能樂堂）—飾 四手大名（二人大名）、太郎冠者（棒縛）[305]
- 朗讀劇『「三國志」～誓言的旋律～』東京公演（2021年12月5日，Zepp Haneda）—飾 劉備[306]
- 「TALES OF READING LIVE -ONLINE-」幻想傳奇篇（2021年12月11日，線上發佈）—飾 剋拉斯·F·萊斯特[307]
- 朗讀劇『我出現在你的小說裡』（2022年5月4日，TOKYO FM HALL（日语：TOKYO FM HALL））—飾 旁白：二手書店老闆
- 音樂朗讀劇『維梅爾藍』（2022年8月2日，TOKYO FM HALL）—飾 亞伯拉罕·佈雷迪斯（英语：Abraham Bredius）[308]
- 朗讀劇『吸血鬼德古拉 ～Eternal Love～』（2022年8月19日，TOKYO FM HALL）—飾 凡赫辛[309]
- 聲優朗讀劇 VORLESEN 福岡公演 ～疑惑～（2022年10月16日，筑後Sathankusu）—飾 澤勒[310]
- 朗讀劇「幽玄朗讀舞『SEIMEI ～來自道成寺傳說～』」（2022年10月25日，銀座博品館劇場）—飾 安倍晴明[311]
- 聲優朗讀劇 VORLESEN 北海道公演 ～費加洛的婚禮～（2022年11月20日，札幌市民交流廣場創意工作室）—飾 伯爵[312]
- 江戶川亂步 名作朗讀劇『孤島之鬼』（2023年1月24日，紀伊國屋南方劇場 高島屋（日语：紀伊國屋サザンシアター TAKASHIMAYA））—飾 明智小五郎、深山木幸吉 等[313]
- 『古典文學朗讀劇 -源氏物語篇-』第一章（2023年2月27日—）—飾 桐壺帝[314][注 19]
- 聲優朗讀劇 VORLESEN 和歌山公演 ～理查三世～（2023年3月5日，新宮市文化複合設施丹鶴會館）—飾 亨利·白金漢公爵／部下[315]
- 謀殺懸疑即興劇『黑手黨 ～老大的死亡與繼承～』（2023年3月19日，線上發佈）[316]
- 聲優朗讀劇 VORLESEN 秋田公演 ～對決～（2023年6月18日，橫手市民會館）—飾 昆茨[317]
- 『Time After Recording』｣（劇團HEROHERO-Q公司，2023年7月1日，國民共濟會館／SPACE ZERO（日语：スペース・ゼロ））[注 20][318]
- 『夏目漱石「夢十夜」朗讀會』第一回公演（2023年7月12日，代官山鳳鳴館）[319]
- 朗讀劇『向革命進軍 ～莫札特VS檢閱官～』（2023年8月2日，TOKYO FM HALL）—飾 莫扎特[320]
- 朗讀劇『蝴蝶夢』（2023年8月16日，TOKYO FM HALL）—飾 東雲賢世 等[321]
- 朗讀劇「幽玄朗讀舞『SEIMEI 鬼與人 ～來自安達原～』」（2023年9月13日、15日，銀座博品館劇場）—飾 安倍晴明[322]
- NOSAKA-LABORATORIES朗讀劇「亞森·羅蘋#3『綠色眼睛女士』｣（2023年9月30日、10月1日，日經大廳）—飾 普雷傑克[323]
- 聲優朗讀劇 VORLESEN 茨城公演 ～對決～（2023年10月8日，常陸大宮市文化中心）—飾 昆茨[324]
- 『Voice Cinema 聲優口頭表演現場 2023 in 有樂町』（2023年10月21日，有樂町讀賣表演廳）[325]
- 聲優朗讀劇 VORLESEN 山梨公演 ～我聽見漣漪的聲音～（2023年10月28日，甲斐市雙葉交流文化館）—飾 山縣昌景[326]
- 『夏目漱石「夢十夜」朗讀會』第五回公演（2023年12月6日，代官山鳳鳴館） [327]
- 加碼音樂朗讀劇『VOICARION XVII ～湯匙盾～』（2023年12月13日、15日、18日、25日，創新劇院（日语：シアタークリエ））—飾 塔列朗[328]
- 聲優朗讀劇 VORLESEN 宮崎公演 ～對決～（2023年12月17日，宮崎市民廣場奧爾布賴特大廳）—飾 弗里德里希／貓的聲音／弗里德曼[329]
- 『一位老男人說給一位年輕女士聽的故事vol.5 井上和彥出道50週年朗讀&迷你LIVE』（2024年1月20日，秋葉原Hundred Square俱樂部）[330]
- 『夏目漱石「夢十夜」朗讀會』第六回公演「第十一夜」（2024年1月28日，品川王子大飯店Club eX）[331]
- 江戶川亂步 名作朗讀劇「怪人二十面相 -暗黑星-」（2024年3月1日，銀座博品館劇場）—飾 怪人二十面相 等[332]
- 聲優朗讀劇 VORLESEN 神奈川公演 ～唐·喬凡尼～（2024年3月3日，橫須賀藝術劇場（日语：横須賀芸術劇場））—飾 星期日／旁白／裁判長[333]
- 聲優朗讀劇 VORLESEN 京都公演 ～對決～（2024年4月21日，京都中丹文化會館）—飾 昆茨[334]
- 朗讀劇「少年維特的煩惱」（2024年5月3日，TOKYO FM HALL）—飾 威廉[335]
- 聲優朗讀劇 VORLESEN 德島公演 ～靛藍色覆蓋著傷痕～（2024年5月5日，阿波會館（日语：徳島県郷土文化会館））—飾 蔦屋重三郎／松平定信[336]
- 朗讀劇「貓譚！ ～貓町怪異奇譚～」（2024年5月10日、13日，OWLSPOT（日语：豊島区立舞台芸術交流センター））—飾 作太郎[337]
- 朗讀劇「巴黎新文藝復興」（2024年7月23日，銀座博品館劇場）—飾 密特朗總統[338]
- 井上和彥50週年紀念公演 Kazz'S 『恩尼格瑪變奏曲』（2024年8月23日—25日，銀座博品館劇場）—飾 阿貝爾·祖諾爾科[339]
- 江戶川亂步 名作朗讀劇『少年偵探團 -化人幻戲-』（2024年9月4日，紀伊國屋南方劇場 高島屋）—飾 明智小五郎 等[340]
- 聲優朗讀劇 VORLESEN 大阪公演 ～笨拙的果實～（2024年11月10日，八尾市文化会館）—飾 德川家康／旁白[341]
- 朗讀劇「貓譚！貳 ～貓町怪異奇譚～」假面遊戲殺貓事件（2024年11月20日，草月會館）—飾 作太郎 等
- 井上和彥50週年紀念公演 Kazz'S 『恩尼格瑪變奏曲』 大阪追加公演（2024年12月27日—29日，近鐵藝術館（日语：近鉄アート館））—飾 阿貝爾·祖諾爾科[339]
- 加碼音樂朗讀劇『VOICARION XIX ～湯匙盾～』（2025年1月9日、14日—15日，創新劇院）—飾 塔列朗[342]
- SF空想科學朗讀劇「世界大戰」（2025年1月11日，I'M A SHOW）—飾 牧師／亨德森 等[343]
- 聲優朗讀劇 VORLESEN 愛媛公演 ～黑絲帶葬禮隊伍～（2025年1月12日，四國中～大廳）—飾 蕭邦二世／尼古拉
- NOSAKA-LABORATORIES Reading Echoes『Fiend/Friend in 20faces』（2025年1月30日—2月2日，THEATER MILANO-Za／2月6日—9日，COOL JAPAN PARK OSAKA WW劇場（日语：COOL JAPAN PARK OSAKA#ホール））—飾 明智小五郎（與大塚明夫雙主演）[344]
- 聲優朗讀劇 VORLESEN 埼玉公演 ～外傳 奧之細道～（2025年2月15日，草加市文化会館）—飾 同心／朱舜水[345]
- 田中芳樹「銀河英雄傳說」原案原創朗讀劇 『一粒麥子』（2025年3月1日，座·高圓寺2（日语：杉並区立杉並芸術会館））—飾 阿滕伯勒[346]
- 音樂朗讀劇「蒙面人」 ～來自大仲馬「達塔尼安的故事」～（2025年3月4日，銀座博品館劇場）—飾 阿托斯 等[347][348]
- 江戶川亂步朗讀劇『幻調亂步大系』 幻調亂步3 東京中子荒野（2025年3月7日，草月會館）—飾 重光葵
- 平家物語 -胡蝶之被斬-（2025年3月16日—17日，新國立劇場 中劇場）—飾 後白河院[349]
- 朗讀會 四季系列·春「盛開的櫻花林下」（2025年4月5日—6日，品川王子大飯店Club eX）—飾 女人／山賊（兼編導）[350]
- 野村道子企劃製作朗讀歌劇 『蝴蝶夫人 ～美好的一天～』（2025年5月3日—4日，橫濱市磯子區民文化中心 杉田劇場（日语：横浜市磯子区民文化センター 杉田劇場））—飾 夏普萊斯[351]
- 朗讀劇『新選組之戀 ～春天的所在～』（2025年5月5日，銀座博品館劇場）—飾 近藤勇[352]
- 朗讀劇「貓譚！貳 PLUS ～貓町怪異奇譚～」假面遊戲殺貓事件（2025年6月18日，OWLSPOT）—飾 雨宮將太[353]
- 朗讀會 四季系列·夏「伊哈托夫之旅 ～聆聽宮澤賢治的聲音～」（2025年8月17日〈預定〉，品川王子大飯店Club eX）[354]
- VISIONARY READING「三島由紀夫書信教室（日语：三島由紀夫レター教室#朗読劇）」（2025年10月7日〈預定〉，紀伊國屋音樂廳）—飾 山鳶夫[355]

### 玩具
- 動物戰隊獸王者 吉涅斯的玩具 繼續硬幣&Meba獎牌套組（2016年11月）—飾 吉涅斯

### 其它
- 島耕作宣布就任初芝五洋控股社長（島耕作的聲音）
- SOURCENEXT（日语：ソースネクスト） 快速成長數學傳說／數學傳說 尋找龍水晶（酷蓋茨）
- 露面出演《火影忍者疾風傳：終極覺醒3》的廣告半年。
- 有聲劇《碧藍幻想 OTOCA》亡國的四騎士／冰炎鬩牆（2016年—2017年，齊格飛 ）2作品
- 「劇場版 夏目友人帳 ～緣結空蟬～」公開紀念特別節目（2018年）[356]
- 語音食譜♪早餐 #24 井上和彥的用聲音創作「墨西哥雞肉玉米餅」（2022年）[357]
- JR東日本仙台分社（日语：東日本旅客鉄道東北本部） 仙石線、仙石東北線 車內放送（2023年12月—2024年2月）[358]

## 音樂作品

### 單曲
| 枚數         | 發行日期       | A/B面        | 單曲名稱（日文原名） | 作詞         | 作曲         | 編曲         | 規格編號     |
| 日本古倫美亞 | 日本古倫美亞   | 日本古倫美亞 | 日本古倫美亞         | 日本古倫美亞 | 日本古倫美亞 | 日本古倫美亞 | 日本古倫美亞 |
| ------------ | -------------- | ------------ | -------------------- | ------------ | ------------ | ------------ | ------------ |
| 1            | 1980年 1月1日  | A面          | P.S.I LOVE YOU（P.S.アイ·ラブ·ユー）   | 深野義和     | 深野義和     | 川上了       | CK-555       |
| 1            | 1980年 1月1日  | B面          |                      | 深野義和     | 深野義和     | 川上了       | CK-555       |
| 2            | 1980年 8月1日  | A面          |                      | 深野義和     | 深野義和     | 所太郎       | CK-569       |
| 2            | 1980年 8月1日  | B面          | 旅                   | 深野義和     | 深野義和     | 所太郎       | CK-569       |
| KING RECORDS |                |              |                      |              |              |              |              |
| 3            | 1981年 8月21日 | A面          | 夏日回憶（想い出の夏）         | 亞蘭知子     | 中島正雄     | 中島正雄     | K07S-193     |
| 3            | 1981年 8月21日 | B面          |                      | 亞蘭知子     | 中島正雄     | 中島正雄     | K07S-193     |

### 專輯

#### 原創專輯
※SIDE A全編曲：櫻庭伸幸
- SIDE A

1. 作詞：／作曲：深野義和（日语：深野義和）
2. 作詞、作曲：深野義和
3. 作詞：福永ひろみ／作曲：中尾隆聖
4. 作詞：／作曲：深野義和
5. 作詞：／作曲：深野義和

- SIDE B

1. 作詞、作曲：深野義和／編曲：所太郎（日语：所太郎）
2. 作詞：、深野義和／作曲：深野義和／編曲：所太郎
3. 作詞：米歇爾、兒島由美（日语：児島由美）／作曲：崁蒂·貝爾／編曲：矢野立美（日语：矢野立美）
4. 作詞、作曲：崁蒂·貝爾／編曲：矢野立美
5. 作詞、作曲：土田明人／編曲：矢野立美

※全作詞：篠原仁志
1. HEAVEN
作曲、編曲：多田光裕
2. SINCERELY
作曲、編曲：川上進一郎（日语：川上進一郎）
3. DAWN LIGHT
作曲：馬飼野康二／編曲：宗像仁志
4. 作曲：馬飼野康二／編曲：宗像仁志
5. THANK YOU
作曲、編曲：川上進一郎
6. FLIGHT NO.002
作曲、編曲：馬飼野康二

1. 作詞、作曲：越智靜香
2. 作詞、作曲：越智靜香
3. 螺旋階段
作詞：團野弘康／作曲：越智靜香
4. Birthday Song
作詞：井上和彥／作曲：越智靜香
5. 作詞、作曲：越智靜香
6. 宇宙
作詞、作曲：越智靜香
7. 作詞、作曲：越智靜香
8. 作詞、作曲：越智靜香
9. 風
詩：越智靜香
10. 人造人009 OP 
作詞：石之森章太郎／作曲：平尾昌晃

#### 翻唱專輯
|  | 發行日期      | 專輯名稱（日文原名） | 規格編號 |
|  | ------------- | -------------------- | -------- |
|  | 2012年2月14日 |                      | GKRK-001 |

### DVD
|  | 發行日期      | DVD名稱 | 備註                                                            |
|  | ------------- | ------- | --------------------------------------------------------------- |
|  | 2014年7月28日 |         | 收錄了2014年3月16日在赤坂紅色劇場舉行的60歲生日慶祝演唱會的影像。 |

### 角色歌曲
| 發行日期 | 商品名稱                                             | 歌                                                                             | 樂曲                                        | 備註                                               |
| 2007年   | 2007年                                               | 2007年                                                                         | 2007年                                      | 2007年                                             |
| -------- | ---------------------------------------------------- | ------------------------------------------------------------------------------ | ------------------------------------------- | -------------------------------------------------- |
| 7月25日  | 今日大魔王！角色歌曲專輯 大家之歌                    | 馮克萊斯特卿·雲特（井上和彥）                                                  | 「」                                        | 電視動畫《今日大魔王！》相關歌曲                   |
| 7月25日  | 今日大魔王！角色歌曲專輯 大家之歌                    | 真魔國王立合唱團                                                               | 「約束」                                    | 電視動畫《今日大魔王！》相關歌曲                   |
| 2008年   |                                                      |                                                                                |                                             |                                                    |
| 3月26日  | 今日大魔王！角色歌曲專輯系列 Vol.5 馮克萊斯特卿·雲特 | 馮克萊斯特卿·雲特（井上和彥）                                                  | 「」 「」                                   | 電視動畫《今日大魔王！》相關歌曲                   |
| 2016年   |                                                      |                                                                                |                                             |                                                    |
| 9月7日   | 阿松 Original Sound Track Album                      | 大板牙（鈴村健一）、弱井多多子（遠藤綾） feat.阿松全明星                       | 「」                                        | 電視動畫《阿松》片尾主題曲                         |
| 11月23日 | The Dragon Knights ～GRANBLUE FANTASY～              | 蘭斯洛特（小野友樹）、維恩（江口拓也）、帕西瓦爾（逢良太）、齊格飛（井上和彥） | 「The Dragon Knights」                      | 遊戲《碧藍幻想》相關歌曲                           |
| 2021年   |                                                      |                                                                                |                                             |                                                    |
| 2月24日  |                                                      | 飯糰（山本和臣） with 阿松全明星                                               | 「」                                        | 電視動畫《阿松》第3期片尾主題曲                    |
| 2月24日  | DESIGNED BY HEAVEN!                                  | [ 成員 4 ]                                                                     | 「DESIGNED BY HEAVEN！」                    | 電視動畫《天地創造設計部》片尾主題曲               |
| 2月24日  | DESIGNED BY HEAVEN!                                  | [ 成員 4 ]                                                                     | 「DESIGNED BY HEAVEN！＜Ad-Option Remix＞」 | 電視動畫《天地創造設計部》相關歌曲                 |
| 8月18日  | 阿松 Original Sound Track Album3                     | 飯糰（山本和臣） with 阿松全明星                                               | 「」                                        | 電視動畫《阿松》第3期片尾主題曲                    |
| 9月8日   | STATION IDOL LATCH! 02                               | 烏鷹鐵路／新橋（井上和彥）、湊航琉／濱松町（狩野翔）、北颯／田端（矢野獎吾）   | 「SUNRISE!!」                               | 《STATION IDOL LATCH！》相關歌曲                   |
| 11月3日  |                                                      | 蘭斯洛特（小野友樹）、維恩（江口拓也）、齊格飛（井上和彥）、帕西瓦爾（逢良太） | 「」 「」                                   | 遊戲《碧藍幻想》相關歌曲                           |
| 2022年   |                                                      |                                                                                |                                             |                                                    |
| 12月21日 | POP TEAM EPIC ALL TIME BEST 3                        | POP子（井上和彥）、PIPI美（堀川亮）                                            | 「」                                        | 電視動畫《POP TEAM EPIC TV動畫作品第二系列》插入歌 |
| 2023年   |                                                      |                                                                                |                                             |                                                    |
| 6月7日   | 「吸血鬼馬上死」角色歌曲收錄原聲帶②                  | Y談叔叔（井上和彥）                                                            | 「」                                        | 電視動畫《吸血鬼馬上死2》相關歌曲                  |
| 2025年   |                                                      |                                                                                |                                             |                                                    |
| 1月10日  | 松健森巴                                             | 格蕾絲＝憲三郎（井上和彥、M·A·O）                                              | 「」                                        | 電視動畫《中年大叔轉生反派千金》片尾主題曲         |
| 3月7日   | 銀河鐵道999                                          | 格蕾絲＝憲三郎（井上和彥、M·A·O）                                              | 「」                                        | 電視動畫《中年大叔轉生反派千金》插入歌             |

### 其它參加作品
| 發行日期      | 商品名稱              | 歌       | 樂曲                                                                | 備註 |
| ------------- | --------------------- | -------- | ------------------------------------------------------------------- | ---- |
| 2007年9月19日 | 百歌聲爛 -男性聲優篇- | 井上和彥 | 「」～ 「」～ 「」～ 「」～ 「」～ 「」～ 「」～ 「」～ 「」～ 「」 |      |

## 音響監督
- 機動新撰組 萌之劍TV
- 人造人基凱達 THE ANIMATION（日语：人造人間キカイダー THE ANIMATION）
- 少年偵探 ～推理之絆～
- SAMURAI GIRL 武俠派女高中生

### 後期錄音監督
- 植木的法則
- 抓鬼天狗幫

## 著書
- （movic（日语：ムービック），1996年 ISBN 978-4896012149
- （寶島社，2024年 ISBN 978-4299046772

## 腳註

## 外部連結
- 井上和彥｜B-Box （日語）
- 井上和彥的X（前Twitter） （日語）
- 井上和彥的Instagram帳戶 （日語）
- YouTube上的井上和彥頻道 （日語）
- 井上和彥 （简体中文）—bilibili頻道
- （日語）—井上和彦的官方個人部落格
  - ，存于 （日語）—（舊）井上和彦的官方個人部落格。